# TikTok
Cet article possède des paronymes, voir Tick Tock et Tik Tok.
TikTok est une application mobile de partage de courtes vidéos créatives (verticales et de quelques secondes à quelques minutes) et d'images, ainsi qu'un réseau social basé sur un algorithme de recommandation favorisant la viralité, lancée en 2016.
Développée par l'entreprise chinoise ByteDance pour le marché non chinois, l'application accessible en Chine est dénommée Douyin' conçue séparément pour respecter les régulations locales sur les données (chinois : 抖音 ; pinyin : dǒuyīn ; litt. « vibrato » ou « note vibrante »),,. Elle est rapidement devenue la plus populaire chez les jeunes internautes, atteignant selon la plate-forme environ un milliard d'utilisateurs mensuels actifs (UMA) au troisième trimestre 2021 et 22 millions d'utilisateurs actifs mensuels en France en 2023 principalement chez les 15-25 ans.
Il est reproché à son développeur un algorithme de flux (appelé aussi #fyp, pour For You Page) favorisant une addiction de l'usager, via une « exposition sélective » et l'homophilie, qui, selon certaines analyses, pourraient favoriser la polarisation de groupe. Il lui est également reproché d'être un vecteur de désinformation et de manipulation idéologique,,, et d'avoir été le support privilégié pour diverses ingérences étrangères,,.
TikTok a été examiné de près en raison de violations de la protection des données, de préoccupations relatives à la santé mentale, de la désinformation, de contenus offensants et de son rôle pendant la guerre à Gaza. Certains pays ont infligé des amendes, interdit ou restreint TikTok pour protéger les enfants ou en raison de préoccupations relatives à la sécurité nationale concernant une possible collecte de données des utilisateurs par le gouvernement chinois via ByteDance.

## Historique

Douyin, la version chinoise de TikTok.

### 2016-17: création
ByteDance, entreprise de technologie numérique fondée en 2012 par Zhang Yiming et domiciliée à Pékin, lance en septembre 2016 Douyin, une application mobile de partage de vidéos courtes pour le marché chinois,. En 2017, ByteDance lance TikTok, la version de Douyin pour les marchés situés hors de Chine. Les deux applications sont très similaires mais fonctionnent sur des serveurs différents et ont des contenus différents, afin de respecter les exigences de la censure d'Internet en république populaire de Chine et le Grand Firewall. Ainsi, TikTok n'est pas accessible en Chine, tandis que Douyin n'est présent que sur les magasins d'application chinois.

### 2017 - 2018: acquisition de Musical.ly et expansion

Disponibilité de TikTok dans le monde en 2025.

Le 9 novembre 2017, ByteDance acquiert la plateforme chinoise de vidéos concurrente Musical.ly, clone de l'application Mindie, pour près d'un milliard de dollars américains. Le 2 août 2018, l'entreprise fusionne les deux applications, tout en conservant le nom de TikTok. Cette fusion, notamment le nom TikTok et les campagnes publicitaires sur YouTube et Snapchat, est critiquée par des utilisateurs francophones. Cependant, l'ex-communauté francophone de Musical.ly adopte très vite la nouvelle plateforme.
TikTok devient le principal service de partage de vidéos en Asie, et l'application est au début des années 2020 considérée comme celle ayant la plus forte croissance tous pays confondus (depuis dépassée par ChatGPT). Elle est l'application de partage de clips qui rassemble la plus grande communauté,. En juin 2018, TikTok atteint les 150 millions d'utilisateurs actifs quotidiens (pour 500 millions d'utilisateurs actifs mensuellement),. Au cours du premier trimestre de l'année 2018, elle est la première application mobile en nombre de téléchargements (45,8 millions selon des estimations).

### 2019
En février 2019, TikTok est condamnée aux États-Unis à une amende de 5,7 millions de dollars par la Commission fédérale du commerce (FTC) pour avoir collecté illégalement des données privées et laissé publiques les données d'enfants de moins de 13 ans. Cette sanction pousse le Bureau de la commissaire à l'information (ICO) du Royaume-Uni à ouvrir une enquête sur la protection des enfants sur la plateforme. À la suite de ses soucis règlementaires et des controverses sur ses liens avec l'État chinois, TikTok engage du personnel pour faire du lobbying aux États-Unis,, ainsi qu'en Europe, où l'action est vue comme proactive, l'entreprise n'ayant pas eu de problèmes significatifs.
Fin 2019, avec plus d'un milliard d'utilisateurs, TikTok est la 3e application la plus téléchargée au monde sur smartphone, particulièrement des adolescents, et est le seul réseau social aussi populaire à l'Est qu'à l'Ouest.

### 2020
En janvier 2020, l'application atteint les huit cents millions d'utilisateurs actifs par mois, chiffre qui se rapproche d'un milliard fin avril 2020. L'application devient la plus téléchargée au monde, devant Facebook, dépassant Google (en nombre de consultations) en 2021; à la 7e place selon Cloudflare et en 1re place durant les vacances d'août 2021. Les périodes de confinement observées lors de la pandémie de Covid-19, en début d'année 2020 dans presque tous les pays du monde sont vues comme favorisant ce bond,. TikTok égalerait ainsi Instagram, qui avait atteint un milliard d'utilisateurs actifs par mois selon ses derniers chiffres de juin 2018.
En mai 2020, l'application, qui cherchait un directeur général américain, nomme Kevin Mayer (en), alors directeur de la vidéo à la demande chez Disney. Mayer prend également le poste de directeur des opérations de ByteDance. TikTok a des bureaux à travers le monde, notamment à Los Angeles, New York, Londres, Paris, Berlin, Dubaï, Bombay, Singapour, Jakarta, Séoul et Tokyo. En juillet 2020, la maison-mère ByteDance employait 60 000 personnes, et déclarait en mars 2020 vouloir atteindre les 100 000 employés avant la fin de l'année. À l'époque, le réseau social professionnel LinkedIn affichait plus de 4 600 salariés de TikTok.
En juin 2020, peu après un affrontement militaire meurtrier entre la Chine et l'Inde à la frontière indo-chinoise, l'application est placée dans une liste de 59 applications chinoises interdites en Inde, son premier marché avec 158 millions d'utilisateurs. La décision est prise pour assurer « la sécurité et la souveraineté du cyberespace indien », l'application étant accusée de « voler et transmettre clandestinement » les données des internautes indiens sur des serveurs situés hors du territoire,.
À la suite de cette interdiction et face à la possibilité d'une interdiction aux États-Unis, les directions de TikTok et de sa société mère ByteDance réfléchissent à la création d'un siège social hors de Chine pour l'entreprise, et d'un conseil d'administration dédié moins lié à ByteDance,. À Hong Kong, après l'introduction d'une loi sur la sécurité nationale, TikTok est rendu inaccessible par ByteDance qui cite « les évènements récents », tout en laissant accessible la version chinoise de l'application, Douyin.
Le 6 août 2020, TikTok annonce un premier data center européen, en Irlande (420 millions d'euros). Le 27 août, l'Américain Kevin Mayer, le directeur général de TikTok (et directeur des opérations de ByteDance depuis mai 2020), annonce démissionner, citant un changement du contexte politique. Cette décision est qualifiée de coup dur pour TikTok.
Après l'annonce du gouvernement américain d'interdire TikTok aux États-Unis s'il ne trouve pas un repreneur américain au 15 septembre, Microsoft propose à ByteDance de reprendre les marchés américains, canadiens, néozélandais et australien de la plateforme, offre refusée en septembre 2020 par ByteDance, au profit de celle d'Oracle qui prendra une participation dans les opérations américaines de TikTok en servant d'intermédiaire technique et de confiance dans la gestion des données utilisateurs. Cet accord est rejeté le 18 septembre par le gouvernement américain, qui interdit le téléchargement de l'application aux États-Unis à partir du 12 novembre 2020 et bloque l'application WeChat. Le 20 septembre, le gouvernement américain approuve l'accord avec Oracle et avec Walmart et reporte l'interdiction de téléchargement de TikTok au 27 septembre 2020.
En novembre 2020, TikTok signe un partenariat avec Sony afin de donner la possibilité aux utilisateurs d'utiliser les musiques de milliers d'artistes.

### 2021 - 2022
Le 30 avril 2021, la maison-mère ByteDance nomme Shou Zi Chew (déjà directeur financier de ByteDance) comme Directeur général de TikTok.
Le 3 septembre 2022, le groupe de hackers AgainstTheWest dit avoir piraté TikTok et récupéré 2 milliards de lignes de données (790 Go). TikTok dément toute faille de sécurité.
En 2022, TikTok cherche à se rapprocher du monde du cinéma en finançant un prix du film court (#TikTokShortFilm) en marge du Festival de Cannes, avec remise des prix le 20 mai 2022, avant d'annoncer en juin lancer "TikTok Académie des Créateurs" avec l'École nationale supérieure Louis-Lumière (trois semaines d'ateliers de formation/réalisation de films courts et verticaux, ouvert à 12 créateurs).

### Depuis 2023: blocages et menaces de blocage aux États-Unis et en Europe
Le 23 février 2023, la Commission européenne interdit l'application à son personnel. Fin février 2023, face aux risques d'espionnage, l'administration fédérale américaine interdit à ses employés de posséder et utiliser l'application sur leur lieu de travail, puis le gouvernement canadien fait de même pour ses fonctionnaires, suivi par la France qui bannit TikTok des smartphones de ses fonctionnaires.
En février 2024, alors que 134 millions de personnes en Europe consultent TikTok au moins une fois par mois, la Commission européenne ouvre une enquête pour vérifier si et comment le réseau social veille à la protection de la vie privée des mineurs, et à leur protection contre l'exposition à des contenus jugés inappropriés, et plus largement sur la transparence des publicités et sur l'accès des chercheurs aux données.
En février 2024, Universal Music Group retire son catalogue de TikTok, suivi par les éditions Universal en mars 2024.
En mars 2024, l'adoption aux États-Unis d'une proposition de loi par la chambre des représentants menace de généraliser l'interdiction de TikTok dans le pays au nom de la sécurité nationale et déclenche une réponse vive du gouvernement chinois.
En avril 2024, le Congrès des États-Unis adopte une loi, promulguée par le président Joe Biden, donnant douze mois à ByteDance pour vendre l'application sous peine d'interdiction sur le territoire américain.
En mai 2024, en réponse aux violentes émeutes en Nouvelle-Calédonie, le gouvernement français décrète l'état d'urgence sur le territoire d'outre mer et bloque l'application TikTok car elle contribuerait à diffuser des messages de haine et de violence,.

Capture d'écran prise sur un iPhone montrant le message d'erreur affiché aux utilisateurs américains de TikTok à la suite de son interdiction aux États-Unis.

En janvier 2025, la Cour suprême des États-Unis rejette le recours déposé par TikTok visant à contester la loi du Congrès votée en avril 2024. Cette décision entraîne le retrait de l'application des magasins d'applications mobiles et l'impossibilité d'effectuer des mises à jour pour les utilisateurs existants. TikTok est rétabli le même jour, après que l'entreprise a reçu des garanties de la part de Donald Trump pour permettre son fonctionnement pendant un sursis de 75 jours,.
Le 19 juin 2025, une nouvelle échéance de 90 jours devrait être décidée par Donald Trump après un deuxième report de 75 jours .

## Utilisation
TikTok permet notamment de visionner, de réaliser et de partager des clips musicaux. L'utilisateur choisit une chanson parmi de nombreux genres musicaux, puis il se filme par-dessus pendant des durées variables jusqu'à 10 minutes. L'application, réputée populaire auprès des célébrités,,, a popularisé plusieurs chansons, propulsé des utilisateurs au rang de personnalité sur le Web et suscite des tendances virales,. Cette capacité de l'application TikTok à générer des vues virales, grâce à son algorithme de flux valorisant l'activité de ses utilisateurs ainsi que la qualité des contenus, lui a permis de trouver une place dans les stratégies marketing des artistes et des labels.
Des concurrents existent (section « courtes vidéo » de Bilibili, très populaire en Chine),, ou cherchent à imiter TikTok, comme Instagram avec sa fonctionnalité Reels, YouTube avec sa fonctionnalité Shorts, ou encore la plateforme américaine (Triller),. En 2018, Facebook a lancé Lasso, puis y a renoncé en 2020,.
Les utilisateurs du service disposent de nombreuses fonctionnalités gratuites. Des filtres en réalité augmentée sont notamment très utilisés par les jeunes, spécialement les filtres beauté ou les filtres quizz[Quoi ?]. Les plus créatifs des tiktokeurs créent et peuvent partager leurs propres filtres.

### Émergence de célébrités
La plateforme peut rapidement propulser des adolescents et de jeunes adultes au rang de célébrités (pouvant ensuite s'étendre hors du champ de TikTok). Beaucoup sont captés via des contrats par des sponsors et des agences artistiques.

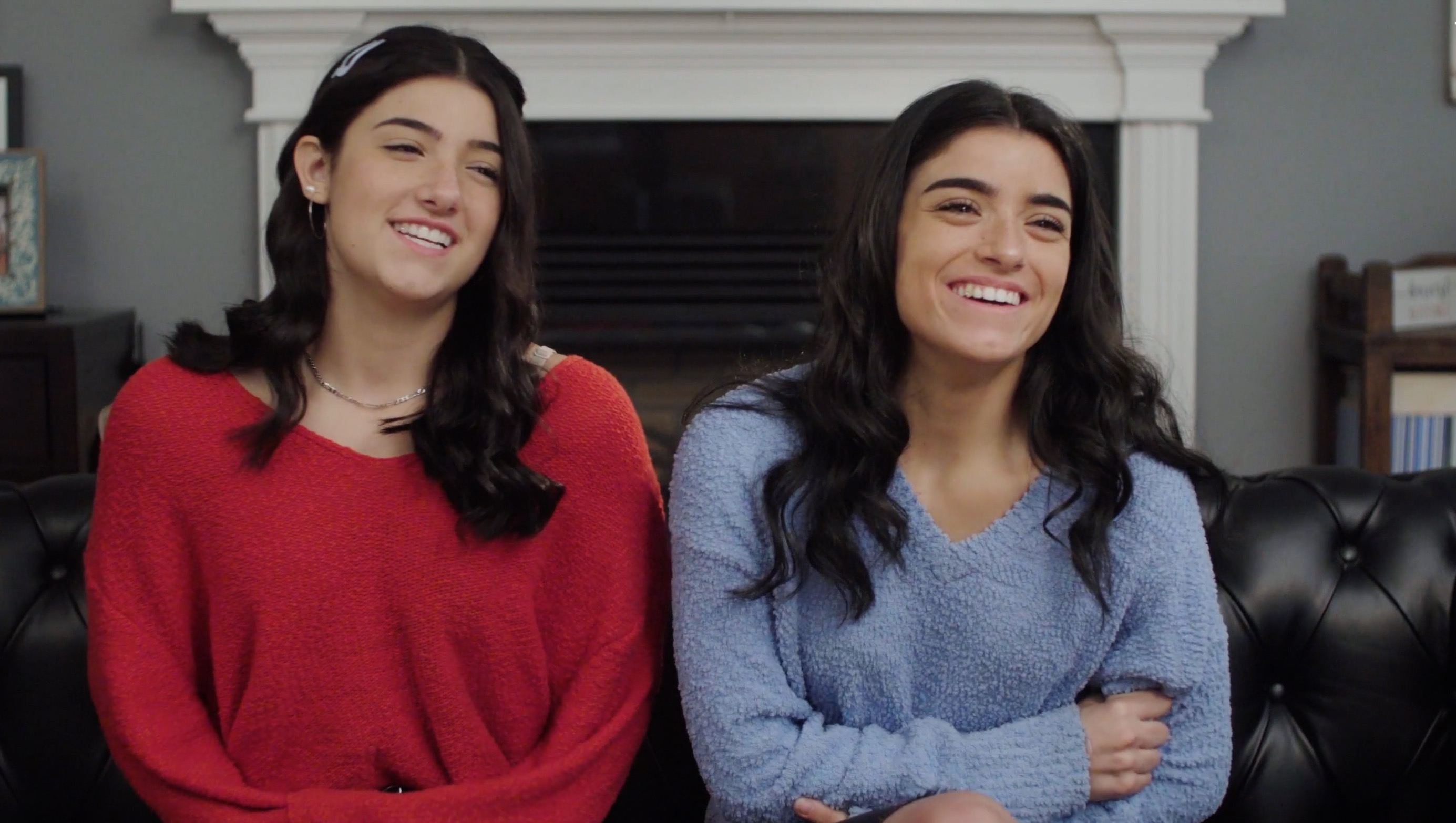
Charli et Dixie D'Amelio dans une vidéo de l'UNICEF contre le harcèlement en ligne

Ainsi, l'adolescente américaine Charli D'Amelio, sur TikTok l'été 2019 devient connue pour ses vidéos de danse, rejointe par sa sœur Dixie D'Amelio. En novembre 2019, elles intègrent le collectif de créateurs de contenu TikTok Hype House (en), qui inclut 19 influenceurs/tiktokeurs dont Addison Rae et Chase Hudson,. En janvier 2020, Charli D'Amelio signe avec l'agence de talents UTA et le New York Times la qualifie de « reine de TikTok ». En 10 mois, son compte devient le plus suivi sur la plateforme, dépassant celui de Loren Gray le 25 mars 2020. Elle atteint par la suite plus de 100 millions d'abonnés. Victime de harcèlement et de moqueries sur son corps, Charli D'Amelio et sa sœur Dixie s'associent à l'UNICEF pour dénoncer l'intimidation en ligne et les dangers de la célébrité sur la plateforme.
La jeune Britannique Amelia Gething commence sa carrière sur Musical.ly à 17 ans, avec des sketches, des reprises de chansons et des danses, avant de créer une chaîne YouTube consacrée à des sketches plus longs attirant 500 000 abonnés et l'attention de la chaîne publique britannique BBC, qui lui propose une propre émission humoristique. Cette offre, qu'elle accepte, est perçue comme une tentative par la BBC d'attirer un public jeune, alors qu'elle fait face à une crise existentielle dans sa compétition avec les grandes plateformes de streaming telles que Netflix et YouTube. Amelia Gething continue de publier du contenu sur TikTok (qui a fusionné avec Musical.ly) où elle atteint 7 millions d'abonnés en 2019, soit sept fois plus que la somme de ses abonnés sur YouTube et Instagram,,.

### Musique

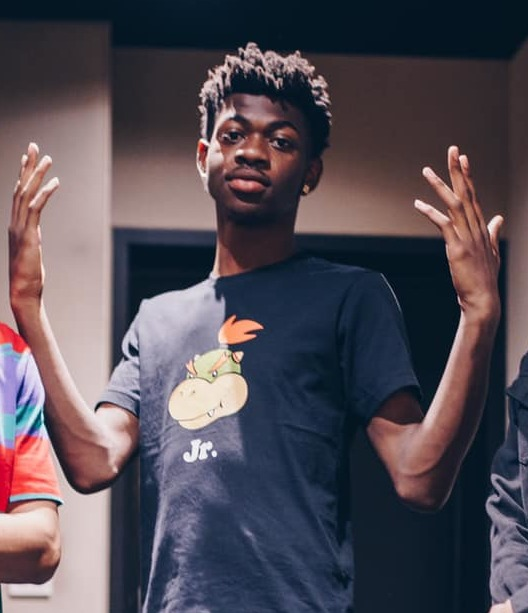
Le rappeur et chanteur Lil Nas X, devenu célèbre à la suite de la publication de sa chanson en sur TikTok

L'utilisation de chansons par des utilisateurs peut mener à des succès commerciaux pour les musiciens qui en sont les auteurs, comme le jeune rappeur américain Lil Nas X et sa chanson Old Town Road, le musicien français Kid Francescoli ou le chanteur belge Fredz[réf. nécessaire].
En octobre 2020, une vidéo devenue virale d'un utilisateur écoutant la chanson Dreams du groupe Fleetwood Mac permet à cette chanson de se hisser à la 12e place du palmarès Billboard, plus de 40 ans après sa sortie. Ces succès d'amateurs sur TikTok peuvent désormais être le point de départ de parcours dans la chanson, comme pour Bella Poarch,.

### Entreprises de média
Avec le succès de l'application auprès des plus jeunes, divers médias occidentaux rejoignent la plateforme, publiant des vidéos adoptant ses codes, pour tenter de rajeunir leur audience en touchant une génération dont la consommation médiatique diffère de celle des générations précédentes. Pour la responsable de la création vidéo du Washington Post, TikTok est très utile ; elle fait un parallèle avec sa section mots croisés du journal, longtemps dénigrée par les lecteurs, puis devenue réputée et source de véritables entrées d'argent et de nouveaux abonnements. Le journal Le Monde rejoint la plateforme, en juin 2020, après le confinement en France qui a favorisé l'explosion de TikTok dans le pays. Le chef du service Snapchat/TikTok dit que le succès sur la plateforme de questions de société et d'actualité comme le mouvement #BlackLivesMatter témoigne d'une génération d'utilisateurs capable de s'intéresser à des sujets complexes, impliquant d'aborder des sujets « difficiles », comme la situation des Ouïghours, par ailleurs connue pour causer des controverses liées à la censure sur la plateforme,,,.

#### Nouveaux médias indépendants
Dans la course aux vidéos courtes entre TikTok, Instagram et Youtube, le premier s'impose en 2021, « TikTok a ringardisé YouTube » selon Emmanuelle Leneuf fondatrice d'un media digital indépendant, le FlashTweet, sur Twitter. Des artistes tirent profit de la pluralité des médias indépendants présents sur la plate-forme pour snober de grands rendez-vous jusque là imposés, mais cette perspective se réduit quand l'algorithme change radicalement pour des artistes (qui ne peuvent plus toucher qu'entre 25 000 et 150 000 personnes au lieu d'un demi-million auparavant).
En Europe, des médias plus contestataires, comme Sud Radio, insistent pour être très présents sur TikTok[pas clair] en donnant la parole à des journalistes d'investigation comme Denis Robert et Jean-Baptiste Rivoire, fondateurs respectifs des web TV indépendantes Blast et Off-investigation où les enquêtes sur les scandales politiques réalisent des audiences élevées. Refusée par toutes les télévisions, mais aussi Netflix et Amazon,, l'enquête « Emmanuel, un homme d'affaires à l'Élysée » a vu son premier épisode, « L'affaire Kohler, le scandale qui menace Macron », approcher les 1,4 million de vues chez Blast, et l'annonce de la suivante 1,15 million sur Le Média. Des médias plus classiques comme Le Monde se sont aussi renforcés à la fois sur Tiktok et sur YouTube, avec pour objectif et résultat d'afficher plus de 50% de ses nouveaux abonnés numériques âgés de moins de 30 ans.

### Personnalités politiques
La popularité de TikTok dans leurs pays attire des groupes et personnalités politiques, dont en Europe dès 2019-2020, avec par exemple Matteo Salvini, Elio Di Rupo ou Agnès Buzyn.[réf. souhaitée] Au Venezuela, elle est utilisée par le président Nicolás Maduro.[réf. souhaitée] Luiz Inácio Lula da Silva au Brésil, Giorgia Meloni en Italie et Gabriel Boric au Chili sont également sur TikTok.
Aux États-Unis, malgré le succès de la plateforme, Donald Trump refuse de l'utiliser ; en juin 2020, la plateforme aurait été utilisée par des adolescents et jeunes adultes pour tenter de saboter un meeting électoral du président américain Donald Trump, via notamment de vidéos expliquant comment réserver des places pour le meeting, offertes gratuitement, mais sans intention de s'y rendre,,. Cette tentative aurait mis l'application en danger aux États-Unis, son autorisation dans le pays étant remise en question par le gouvernement. 
Le président démocrate Joe Biden ne rejoint pas TikTok non plus.
En juillet 2020, le président français Emmanuel Macron y publie une vidéo félicitant les lycéens ayant réussi leur baccalauréat, dans une action très médiatisée,,. L'action est analysée notamment comme une entrée en campagne pour l'élection présidentielle de 2022, ne visant pas directement les utilisateurs de la plateforme, pour l'essentiel mineurs ou parmi les classes d'âge votant peu. Emmanuel Macron est ensuite suivi par Jean-Luc Mélenchon, député du parti La France Insoumise et potentiel candidat à la présidentielle de 2022, qui lui répond en publiant une vidéo musicale parodique adoptant les codes de la plateforme,, et partage la vidéo sur Twitter en invitant le premier ministre Jean Castex à créer un compte.

### Pédagogie
À la suite du développement de YouTube notamment, les courtes vidéos sont devenues un moyen d'apprendre et de partager des connaissances et expériences créatives dans les domaines de la cuisine, du bricolage, de la musique, du dessin, de l'artisanat, etc. ou des matières scolaires. Aux États-Unis, des médecins utilisent TikTok pour informer les adolescents sur la santé et lutter contre les rumeurs et la désinformation sur des sujets controversés comme la vaccination, la contraception ou la sexualité féminine, parfois avec un succès important.
En mai 2020, le gouvernement français annonce un partenariat avec la plateforme pour y diffuser des messages de prévention et d'information dans le cadre d'une campagne générale contre les violences faites aux enfants.
La plateforme a également noué un partenariat avec Wikipédia. En 2023, Tiktok affiche parfois des extraits de pages Wikipédia lors des requêtes dans son moteur de recherche entre plusieurs vidéos et insère un lien sortant vers l'encyclopédie.

## Utilisateurs

### Nombre d'utilisateurs
Avant l'interdiction de la plateforme en Inde, une part importante des usagers était originaire de ce pays, 43 % selon une étude de mars 2019. TikTok est particulièrement apprécié de la Génération Z. Selon un sondage YouGov de septembre 2019 : 40 % des Américains de 13 à 16 ans utilisent TikTok, soit autant que Facebook et Twitter, mais moins que Snapchat (68 %), Instagram (79 %), et YouTube (utilisé par presque tous) ; mais en janvier 2019, selon Business Insider, 11 % des internautes américains de 13 à 21 ans sondés consultent TikTok quotidiennement, soit significativement moins que ces autres plateformes.
En France, la plateforme compte 4 millions d'utilisateurs actifs mensuels à la fin juin 2020. En Chine, TikTok annonce 500 millions d'utilisateurs (septembre 2021), avec un temps de consultation limité à 40 minutes par jour pour les moins de 14 ans.
Fin 2023, ByteDance affirme que TikTok est utilisé chaque mois par plus de 134 millions de personnes en Europe. A l’échelle mondiale, TikTok a été l’application la plus téléchargée durant l’année 2023 tandis qu’en France elle était en troisième position. Il avait été estimé que le nombre d’utilisateurs atteindra les 2 milliards à l’approche de 2024.
En janvier 2024, l’application comptabilise 1,562 milliard d’utilisateurs actifs à travers le monde, ce qui fait de TikTok le cinquième réseau social dont les utilisateurs sont les plus actifs. En France, 14,9 millions d’utilisateurs mensuels sont actifs sur la plateforme.Tout comme à l’échelle mondiale, TikTok s’est imposé dans le quotidien de la population car « 9,9 % des Français désignent TikTok comme leur réseau social préféré ».

### Motivations des usagers
Une étude de 2022 sur les motivations des utilisateurs participant aux défis TikTok identifie six catégories principales : le divertissement, l'aspect pratique des communications à grande échelle, l'accroissement des interactions sociales, la recherche de soutien social, le partage et la recherche d'informations, et l'évasion du quotidien.

## Modèle commercial
La plate-forme Douyin s'inscrit dans le modèle récent de l'économie de l'attention, et comporte un bouton d'achat qui génère d'importants revenus par le commerce en ligne, mais ce n'est pas le cas de TikTok, qui en 2019 cherche encore son modèle commercial. Le commerce en ligne teste des partenariats avec les marques de vêtements Uniqlo et Hollister. Fin 2019, la plateforme diffuse de la publicité dans son marché français, selon des formats publicitaires déjà utilisés dans d'autres pays par la plateforme. Les annonceurs (ex : la marque de bonbons Haribo) y lancent des défis comme ceux qui sont omniprésents sur la plateforme, en recrutant à cette fin des influenceurs. En 2020, un bouton d'achat « shop now » (« acheter maintenant ») apparait.
En juillet 2020, TikTok annonce un programme de rémunération des créateurs de contenu dénommé « Creator Fund », avec un budget prévu de 200 millions de dollars. Le programme serait réservé à des créateurs majeurs ayant un nombre minimum d'abonnés et de vidéos publiées. Ce mécanisme de sélection viserait notamment à éviter de rémunérer des créateurs controversés, comme cela a été le cas pour YouTube, limitant ainsi les risques de mauvaise publicité pour la plateforme. Face au succès de TikTok, Facebook offre des partenariats rémunérés à des influenceurs de TikTok pour qu'ils migrent vers la nouvelle fonctionnalité Reels de sa plateforme Instagram, où ils sont appelés à publier des contenus en exclusivité.
Le 16 avril 2021, malgré le jeune âge de la plupart de ses utilisateurs, TikTok lance un nouvel outil : le TikTok Creative Hub, réservé aux comptes business, pour aider les entreprises à réaliser leurs publicités, qu'elles peuvent d'ailleurs créer sur un outil similaire de TikTok for Business.

## Aspects juridiques et controverses
Le service TikTok soulève des questions sur divers sujets: collecte et exportation de données privées, contenus non appropriés, confidentialité.

### Interdictions

Pays qui en février 2023 avaient interdit TikTok pour tout ou partie des fonctionnaires (bleu), prévoyant des interdictions (jaune), ayant interdit TikTok (rouge) ou n'autorisant qu'une version locale (orange)

#### Australie
En janvier 2020, après l'interdiction faite aux soldats américains d'utiliser TikTok sur leurs téléphones professionnels, le Ministère de la Défense australien a fait de même (sans donner de motif) après avoir déjà interdit la messagerie chinoise WeChat, et en 2018 les appareils du fabricant chinois Huawei dans son infrastructure de téléphonie 5G, pour des raisons de sécurité nationale.

#### États-Unis

États des USA interdisant TikTok sur les téléphones des administrations, à la mi-février 2023. Interdiction promulguée par un responsable républicain (rouge) ; par un responsable démocrate (bleu) ; par une Agence gouvernementale de l'Etat (gris foncé) ; Gris clair : pas d'interdiction.

Dans la seconde moitié de 2019, pendant que le ministère de l'Intérieur cesse d'utiliser les drones du chinois DJI (entreprise), les sénateurs commencent à soupçonner la Chine de vouloir influencer les élections américaines grâce à TikTok. Ainsi, ils critiquent une campagne de recrutement de l'armée américaine ciblant la jeunesse via TikTok ; Chuck Schumer, sénateur de l'État de New York, explique : « Mais l'armée doit se poser la question des risques posés par l'utilisation d'une plateforme chinoise. ».
Répondant aux pressions des sénateurs, l'armée engage une distanciation d'avec TikTok. En décembre 2019, les forces navales américaines, puis l'armée de terre, ordonnent à leurs soldats de désinstaller TikTok de tous les smartphones militaires, pour des raisons de cybersécurité ; l'armée de terre autorise l'application sur leurs téléphones privés, mais en mettant en garde contre des messages non sollicités et des demandes de renseignement. D'autres administrations fédérales du pays, notamment liées à la diplomatie et à la sécurité suivent. Le Parti démocrate recommande à ses responsables et ses équipes de campagne de ne pas installer TikTok ou de supprimer leur compte et l'application. En juillet 2020, il précise sa consigne pour les téléphones personnels et recommande d'installer l'application sur un téléphone séparé si l'équipe fait campagne via la plateforme. Le Parti républicain affirme quant à lui qu'une telle recommandation existe de longue date en son sein. Fin juillet, l'équipe de campagne présidentielle de Joe Biden interdit à ses membres d'utiliser l'application sur leurs téléphones privés et professionnels, citant des raisons de sécurité,.
En août 2020, le président Donald Trump annonce l'interdiction prochaine de TikTok aux États-Unis, citant des risques d'espionnage. Microsoft fait une proposition au président pour racheter la branche américaine de TikTok. Le 22 août 2020, TikTok annonce son intention de porter plainte contre le gouvernement américain, afin de contester le décret signé par Trump.
En 2023, alors que le temps passé par les Américains sur TikTok est au niveau de celui passé sur Netflix, le gouvernement souhaite toujours interdire l'application, grâce au RESTRICT Act (en). L'incident des ballons chinois de 2023 a de nouveau tendu les rapports entre les deux pays. Les sénateurs démocrates et républicains sont relativement unis sur ce sujet, et c'est John Thune, un sénateur républicain, qui présente le texte à l'assemblée. TikTok proteste, et Shou Zi Chew, son directeur général aux États-Unis, est reçu au Congrès fin mars. -.
En mai 2023, le Montana est le premier État à interdire l'application : les magasins d'application n'auront plus l'autorisation de le distribuer à partir du 1er janvier 2024. TikTok porte plainte contre lui, affirmant que cette décision est contraire à la constitution, que cet État n'a pas le droit de prendre cette décision puisque la défense des États-Unis relève du niveau de la fédération, et qu'elle n'est pas équitable par rapport aux autres applications qui exploitent les données de leurs utilisateurs et utilisatrices. De nombreux Américains s'élèvent aussi contre cette décision. L'Union américaine pour les libertés civiles (ACLU), association américaine forte de cinq-cent-mille membres, s'oppose à cette loi : « Avec cette interdiction, le gouverneur Gianforte et le parlement du Montana piétinent la liberté d’expression de centaines de milliers d’habitants qui se servent de cette application pour s’exprimer, trouver des informations et promouvoir leur petite entreprise, au nom du sentiment anti-chinois », dit un de ses responsables.

#### Union européenne
Au mois de février 2023, la Commission européenne interdit à ses fonctionnaires et à ses employés d'utiliser TikTok sur leurs appareils de fonction ou sur leurs appareils personnels s'ils les utilisent à des fins professionnelles, évoquant des « problèmes de protection de données » et une « menace potentielle pour sa cybersécurité ».

#### France
Durant les émeutes de 2024 en Nouvelle-Calédonie, TikTok est interdit sur l'archipel par le gouvernement français. Le 17 mai 2024 le décret d'interdiction de TikTok fait l'objet d'un référé-liberté de la Quadrature du Net et de la Ligue des droits de l'homme.

#### Inde
En avril 2019, la Haute Cour de Madras (en) demande au gouvernement d'interdire provisoirement l'application, accusée d' « encourager la pornographie » et de montrer du « contenu inapproprié », notant également que les enfants qui utilisent l'application seraient exposés à des prédateurs sexuels. La Cour demande par ailleurs aux médias de ne pas diffuser de vidéos issues de la plateforme,. La Cour suprême refuse de suspendre l'ordre, et le ministère des technologies de l'information demande à Google et Apple, qui s'exécutent, de retirer TikTok de leurs magasins d'application Google Play et App Store,. TikTok publie un communiqué affirmant que cette interdiction nuit à la « liberté d'expression » et déplore qu'elle ou sa compagnie-mère ByteDance n'aient pas été consultées, et elle affirme avoir retiré environ 6 millions de vidéos controversées,. Quelques jours plus tard, à la suite d'une demande de ByteDance auprès de la Cour suprême, la Haute Cour de Madras annule l'interdiction provisoire, à la condition que des vidéos pornographiques ne soient plus ajoutées,. Cette interdiction aurait pu coûter jusqu'à 15 millions d'utilisateurs à l'application, alors en pleine croissance dans le pays.
En juin 2020, le gouvernement inscrit TikTok, dont les 120 millions d'utilisateurs indiens représentent le plus grand marché pour l'application, sur une liste de 59 applications chinoises (dont le jeu Clash of Kings (en), et les réseaux sociaux WeChat et Weibo) interdites. La plateforme est accusée de « voler et transmettre clandestinement » les données des internautes indiens sur des serveurs situés en dehors du territoire,. Le ministère des Technologies de l'Information déclare que la décision vise à assurer « la sécurité et la souveraineté du cyberespace indien ». TikTok Inde réagit en réfutant avoir communiqué des informations sur ses utilisateurs. Cette décision survient dans un contexte de tensions militaires entre l'Inde et la Chine, deux semaines après un affrontement meurtrier entre les armées des deux pays dans une région disputée de l'Himalaya,.

#### Pakistan
En octobre 2020, à la suite de deux avertissements envoyés à TikTok lui demandant de bloquer les contenus « immoraux, obscènes et vulgaires », l'Autorité des télécommunications interdit l'application pour diffusion de « contenus immoraux », peu après l'interdiction des principales applications de rencontre pour les mêmes raisons. TikTok réagit en déclarant espérer parvenir à un accord avec les autorités.

#### Kenya
En mars 2025, le Kenya a exigé que TikTok supprime les contenus à caractère sexuel impliquant des mineurs, après une enquête révélant leur exposition à des activités inappropriées. En août 2023, la plateforme avait accepté de collaborer avec les autorités kényanes pour renforcer la modération de ses contenus. Des groupes religieux et militants ont également appelé à l’interdiction des contenus sexuellement explicites sur TikTok, invoquant la préservation des valeurs culturelles et morales. Ces mesures visent à protéger les jeunes utilisateurs et à encadrer l’usage du réseau social dans le pays.

### Protection des données

#### États-Unis
En décembre 2019, une demande d'action collective en justice est déposée auprès de la cour fédérale de Californie contre ByteDance, Musical.ly et TikTok. Selon la plainte, TikTok collecterait illégalement et secrètement de vastes quantités de données personnelles, qui seraient ensuite directement transmises vers la Chine. Accusées d'entretenir une politique de confidentialité « ambiguë », TikTok Inc. et sa maison-mère ByteDance recueilleraient notamment les brouillons de vidéos des utilisateurs sans le consentement de ces derniers, et les transfèreraient vers divers domaines, dont la Chine, sans que l'usager ne soit au courant, et ce avant même que la vidéo ne soit enregistrée ou publiée. Les plaignants craignent que les données agrégées puissent ensuite être utilisées pour identifier les utilisateurs, établir leur profil et les pister, notamment parce qu'elles contiennent bien souvent des gros plans sur les visages, permettant donc à la plateforme de collecter des données biométriques réutilisables dans la publicité ciblée. Parmi les données recueillies, on compte le numéro de téléphone, les profils sur les réseaux sociaux, adresses mail et IP, position géographique et de nombreuses autres informations, et TikTok continuerait à collecter des données biométriques et des informations personnelles même après fermeture de l'application[réf. nécessaire].

#### Union européenne
En juin 2020, le Comité européen de la protection des données annonce qu'il va enquêter sur le traitement et la protection des données de TikTok par son propriétaire ByteDance, à la suite d'une interpellation du député européen Moritz Körner,. En février 2023, le conseil d'administration de la Commission européenne décide d'un blocage de l'application sur les appareils, même privés, des membres de son personnel.

#### France
En août 2020, la France se penche à son tour sur le fonctionnement de TikTok à la suite d'une plainte déposée auprès de la CNIL (Commission nationale de l'informatique et des libertés) concernant une demande de suppression d'une vidéo,. L'enquête de la CNIL devrait cependant porter plus largement sur le respect du RGPD (le Règlement général sur la protection des données) par TikTok. En mars 2023, la France bannit pour la première fois TikTok des smartphones de ses fonctionnaires face aux craintes d'espionnage.

#### Canada
En février 2023, le Canada lance une enquête afin de « s'assurer que l'entreprise respecte ses obligations de transparence ».

### Protection des données et sécurité des enfants

#### France
Le 13 mars 2025, les députés français votent la création d’une commission d’enquête présidée par Arthur Delaporte dont l'objectif est d'analyser les effets psychologiques de TikTok sur les mineurs.
Le 10 juin 2025, cette commission auditionne plusieurs personnalités des réseaux sociaux incluant Alex Hitchens, Nasdas, Julien et Manon Tanti, AD Laurent.
Celle-ci a suscité de vives réactions sur les réseaux sociaux notamment en raison de son caractère « tribunal morale » et son absurdité dues aux réactions et réponses des différents influenceurs pendant la commission.  

#### États-Unis
En février 2019, la Commission fédérale du commerce (FTC) des États-Unis inflige une amende à ByteDance pour des violations par Musical.ly (qui a fusionné ensuite avec TikTok) du Children's Online Privacy Protection Act. Musical.ly aurait collecté illégalement les noms, adresses mail, photos et d'autres données d'enfants de moins de 13 ans, sans obtenir au préalable le consentement parental, et les aurait laissés accessibles publiquement, donnant lieu notamment à des tentatives de prédation sexuelle par des adultes. L'amende de 5,7 millions de dollars est la plus haute amende infligée par la FTC pour des faits liés à la vie privée d'enfants. ByteDance s'engage à obtenir la permission des parents avant de collecter les données personnelles des enfants, et à supprimer toutes les vidéos et informations appartenant aux utilisateurs de moins de 13 ans, ainsi que de ceux dont l'âge n'est pas connu.
En mai 2020, plusieurs groupes de consommateurs accusent TikTok de n'avoir pas résolu le problème, de nombreuses vidéos d'enfants de moins de 13 ans parmi celles dénoncées en 2019 n'ayant pas été supprimées. Ils ajoutent que le nouveau service de TikTok pour les enfants de moins de 13 ans, qui ne collecte a priori aucune donnée et sur lequel ils ne peuvent pas publier de vidéos, peut être contourné par un enfant qui supprime son compte et en crée ensuite un autre sur le même téléphone en utilisant une fausse date de naissance,.
En novembre 2020, la plateforme annonce la mise en place d'un contrôle parental enrichi de nouvelles options qui permettront aux parents de contrôler la visibilité et le temps passé par leur enfant sur l'application.

#### Pays-Bas
En mai 2020, l'autorité de protection des données (en) (Autoriteit Persoonsgegevens) ouvre une enquête pour vérifier si les informations fournies sur la collecte de données des enfants sont suffisamment compréhensibles et détaillées.
En 2021, les Pays-Bas condamnent TikTok à 750 000 € d'amende pour violation de la vie privée de jeunes enfants.

#### Royaume-Uni
En février 2019, le Bureau de la commissaire à l'information du Royaume-Uni ouvre une enquête sur TikTok à la suite de l'amende infligée par la Commission fédérale du commerce des États-Unis pour collecte et partage public illégaux de données d'enfants de moins de 13 ans. La commissaire affirme étudier la collecte de données de la plateforme, le type de vidéos réalisées et partagées en ligne par des enfants, et le système de messagerie de la plateforme, complètement ouvert. Elle exprime notamment son inquiétude face à la possibilité pour les adultes d'envoyer des messages à tous les enfants, et affirme que l'entreprise pourrait être en violation du Règlement général sur la protection des données (RGPD), qui lui impose de mettre à disposition des services et des protections différenciés pour les enfants.

#### Union européenne
L'Union européenne inflige en 2023 une amende de 345 millions d'euros à TikTok pour avoir enfreint les règles de protection des données au sein de l'UE. L'un des reproches concerne les comptes d'enfants définis comme public par défaut. En 2024, la Commission européenne ouvre une enquête dans le cadre du respect du règlement sur les services numériques, notamment concernant la protection des mineurs. 
Le 2 mai 2025, l’Autorité de protection des données irlandaise (Data Protection Commission, DPC), agissant au nom de l’UE, en raison de la localisation en Irlande du siège européen de TikTok, condamne l'entreprise à une amende de 530 millions d’euros, au motif que la plateforme chinoise n'a pas pu « démontrer que les données personnelles » des Européens, « accessibles à distance par son personnel en Chine », y bénéficient d’un niveau de protection équivalent à celui de l’UE. TikTok a annoncé vouloir faire appel de la décision.

#### Italie
En 2021, l'Italie impose à TikTok de stopper tout traitement de données provenant de personnes dont l'âge ne n'est pas certain.
En mars 2024, l'autorité pour la garantie de la concurrence et du marché (en) (Autorità garante della concorrenza e del mercato) inflige une amende de 10 millions d'euros à TikTok pour des contrôles inadéquats pour identifier et limiter l'accessibilité des contenus potentiellement nocifs.

### Sécurité des États-Unis
En octobre 2019 aux États-Unis, le sénateur républicain Marco Rubio, qui s'inquiète des « opérations d'influence chinoises » que pourrait mener TikTok, notamment par une censure au profit du gouvernement chinois, demande l'ouverture d'une enquête par le Comité pour l'investissement étranger aux États-Unis (CFIUS). Celle-ci doit porter sur les conséquences pour la sécurité nationale du rachat en 2017 de l'application Musical.ly par ByteDance, qui l'a ensuite fusionnée avec TikTok en 2018,,. Le démarrage d'une enquête sur Musical.ly/TikTok est ensuite relaté dans la presse, où il est fait état de discussions entre le CFIUS et ByteDance sur des mesures dites d'« atténuation », qui éviteraient à l'entreprise d'avoir à se désinvestir de Musical.ly. Le CFIUS avait quelques mois auparavant demandé à une entreprise chinoise de jeux vidéo, Kunlun Tech, de revendre la plateforme de rencontres homosexuelles Grindr, notamment par crainte que le gouvernement chinois n'utilise des informations personnelles pour influencer des responsables américains.
Le 13 septembre 2020, Oracle Corporation a remporté l'appel d'offres pour les opérations américaines de l'application de partage de vidéos TikTok, battant Microsoft Corporation dans le cadre d'un accord très médiatisé. En outre, Oracle s'est annoncé comme le « partenaire technologique de confiance » de TikTok aux États-Unis, et l'accord ne doit pas être structuré.
Le 19 septembre 2020, le président des États-Unis Donald Trump a examiné un accord entre Oracle, Walmart et TikTok Global pour faire face à la menace à la sécurité nationale posée par les opérations de TikTok. Oracle sera responsable des technologies clés et des responsabilités en matière de sécurité afin de protéger toutes les données des utilisateurs américains. Peu de temps après les commentaires de Trump, Oracle a annoncé qu'il avait été choisi comme fournisseur de cloud sécurisé de TikTok et qu'il deviendrait un investisseur minoritaire avec une participation de 12,5 %. TikTok a confirmé le rôle d'Oracle et a déclaré qu'il travaillait avec Walmart sur un partenariat commercial. Walmart prendra environ 7,5% du capital. TikTok maintiendra et agrandira son siège social aux États-Unis, a déclaré la société, tout en créant 25 000 emplois à travers le pays. Trump avait déclaré qu'une nouvelle société serait probablement constituée au Texas.

## Critiques

### Impact énergétique et environnemental
Selon un rapport (2020) du shift Project, visionner des vidéos sur TikTok génère 0,2 g environ chaque minute, soit 12 g de CO2e par heure. Ce chiffre est basé sur une estimation du débit moyen de TikTok (1,5 Mbit/s) et sur l’hypothèse que le visionnage se fait principalement sur smartphone[réf. nécessaire]. Un nouveau rapport du cabinet de conseil en analyse du carbone Greenly publié en décembre 2024 révèle que TikTok aurait un impact carbone supérieur à la Grèce.
Les infrastructures informatiques nécessaires au fonctionnement de TikTok (serveurs et datacenters notamment) consomment une grande quantité de ressources en eau et en énergie, avec un impact environnemental négatif. Selon le Carbon Trust (organisation indépendante promouvant une économie sobre en carbone), en moyenne, une heure de streaming vidéo en Europe en 2020 consommait l'équivalent en énergie du chauffage de 3 bouilloires électriques pleines [réf. nécessaire]. En outre TikTok est essentiellement consulté sur des smartphones, or selon Jens et al. (2016), utiliser un smartphone génère en moyenne une plus grande empreinte carbone que l'utilisation de n'importe quel autre appareil ; et l'utilisation de la technologie est devenue plus nocive que la fabrication de l'appareil lui-même.
Au début des années 2020, TikTok figure parmi les réseaux sociaux ayant dans le monde la pire empreinte carbone. Une étude récente a évalué l'empreinte carbone de la plateforme TikTok et de ses trois consœurs les plus populaires du moment (Facebook, Netflix et YouTube), toutes extrêmement gourmandes en ressources informatiques, en énergie et en bande passante ainsi qu'en capacité de stockage et de traitement constant de données massives. Les auteurs notent que rien que pour 2021, le déploiement de la 5G et l'augmentation de la définition des caméras des smartphones devait accroitre de 25,2 % le flux des données vers l'utilisateur, de 32,7 % celui échangé par les datacenters entre eux. 
Ce travail s'est basé sur les méthodes alors « les plus citées (celles d'Obringer, du Shift Project, d'Andrae et de Hintemann et Hinterholze ». TikTok est placé derrière Netflix qui « génère les émissions de CO2 les plus élevées parmi les quatre applications en raison de sa diffusion vidéo haute résolution et de son nombre d'utilisateurs ».
| Application utilisée | Nb. heure/jour utilisation | Quantité de données téléchargées | Selon Obringer | Selon le Shift Project | Selon Andrae | selon Hintemann and Hinterholzer |
| -------------------- | -------------------------- | -------------------------------- | -------------- | ---------------------- | ------------ | -------------------------------- |
| YouTube              | 1 heure/jour               | 1.65 GB/HD/                      | 168 g          | 280.26 g               | 72 g         | 135 g                            |
| Netflix              | 6 heures                   | 1.5 GB hour/HD/                  | 1008 g         | 1681.56 g              | 432 g        | 810 g                            |
| Facebook             | 0,1 heure                  | 210 TB                           | 16.8 g         | 28.026 g               | 7.2 g        | 13.5 g                           |
| TikTok               | 2 heures                   | 500 TB                           | 336 g          | 560.52 g               | 144 g        | 270 g                            |

Selon une étude réalisée par Greenspector en 2021, l’impact carbone du fil d’actualité de TikTok est de 2,63 grammes d’équivalent CO2 par minute, soit plus élevé parmi les 10 applications de réseaux sociaux testées, et plus de deux fois l'empreinte moyenne de ces applications (1,15 gEqCO2/min), parce que TikTok ne valorise que le visionnage de vidéos qui se préchargent dans le fil d’actualité dès le démarrage de l'application par l'utilisateur. Limiter le temps passé sur l’application, désactiver le préchargement des vidéos dans les paramètres, réduire la qualité des vidéos ou de passer en mode avion lorsque possible permettrait de réduire l'empreinte carbone des usagers de l'application.

### Cybervulnérabilités

#### Cybersécurité, protection des données personnelles
En janvier 2020, l'entreprise de cybersécurité Check Point révèle de graves failles de sécurité dans l'application, permettant, grâce à l'envoi d'un faux SMS (SMS spoofing), de partiellement contrôler à distance l'application, publier ou supprimer des vidéos, rendre publique une vidéo privée, approuver une demande d'abonnement, récupérer des données privées (dont l'email ou le contenu du « porte-monnaie ») en laissant des données personnelles exposées,,. Ces failles sont corrigées en décembre par TikTok, après que Check Point ait prévenu la plateforme.
En avril 2020, deux chercheurs critiquent l'usage par TikTok du protocole HTTP sans chiffrement plutôt que du protocole plus sécurisé HTTPS dans son réseau de diffusion de contenu (CDN). La vitesse de transfert de données est améliorée, mais en mettant en danger la vie privée et la sécurité de l'utilisateur. Une attaque dite de l'intercepteur (ou homme du milieu) est possible, où un intercepteur peut notamment obtenir des données personnelles sur l'activité de l'utilisateur comme les vidéos visionnées, et faire visionner une fausse vidéo sur un vrai compte à des utilisateurs connectés au travers d'un même routeur, éventuellement à des fins de désinformation. L'attaque pourrait être mise en place par des gestionnaires de réseau wifi publics, des opérateurs de VPN, des fournisseurs d'accès à internet, ou des agences gouvernementales (notamment de renseignement). 
En créant un serveur pirate, les auteurs ont pu substituer pour certains utilisateurs de fausses vidéos sur les comptes de l'OMS, de la Croix-Rouge et le compte officiel de TikTok. Ils recommandent la mise en place du HTTPS, qui est la norme dans iOS et Android, insistant sur le fait que TikTok est l'une des applications les plus utilisées au monde et que l'usage du HTTP devrait être une exception,,.

#### Influences politiques cachées
TikTok affirme avoir rejeté 3 501 477 publicités violant ses politiques et directives publicitaires rien qu'au second semestre 2020. Pourtant, Mozilla a documenté de larges failles persistantes quant au contrôle du marketing d'influence politique : sur TikTok, aux États-Unis, des influenceurs ont reçu une compensation pour la diffusion de messages politiques, bien que de TikTok ait en 2019 interdit les publicités politiques ; TikTok ne semble pas les avoir détectées, ni avoir appliqué sa règle imposant aux influenceurs de divulguer leurs partenariats rémunérés, et n'a pas non plus requalifié les publications sponsorisées en publicité. Les tests de Mozilla ont révélé que « les influenceurs de TikTok de tous les horizons politiques avaient des relations rémunérées non divulguées avec diverses organisations politiques aux États-Unis. Plusieurs influenceurs de droite de TikTok semblent être financés par des organisations conservatrices comme Turning Point USA (…) qui dispose d'un programme d'influence spécialement destiné à financer de jeunes créateurs de contenu conservateurs sur les réseaux sociaux. Le site Web de Turning Point USA indique qu'il compte 280 ambassadeurs et 11 contributeurs, dans le but de « saturer les marchés des médias sociaux et traditionnels avec le message de liberté et de gouvernement limité grâce à des initiatives de marketing numérique et d'influence ». Le programme fournit aux ambassadeurs "tous les outils disponibles pour diffuser avec succès ces idées sur les campus universitaires et au-delà" ». Les données financières de Turning Point USA confirment des dépenses de 5,8 millions de dollars au total pour une rubrique « autres services de programme », incluant les « programmes de médias d'influence de Turning Point USA ». Mozilla a aussi trouvé des preuves qu'au moins deux organisations (Prager University et Today is America) ont fait de même.
Mozilla, en 2021, dit que TikTok manque d'outils et d'archives de transparence des publicités. Ceci empêche de surveiller les influenceurs politiques sur TikTok, alors qu'aux États-Unis par exemple, ils avaient des relations rémunérées, non divulguées, avec diverses organisations politiques. Ceci rend TikTok vulnérable aux abus de groupes politiques et d'acteurs malveillants. Mozilla a publié trois recommandations pour TikTok :
1. développer des mécanismes d'auto-divulgation efficaces pour les créateurs[215] ;
2. investir pour plus de transparence publicitaire sur la plateforme[215] ;
3. mettre à jour les politiques et processus d'application sur les publicités politiques (les créateurs devraient utiliser #ad pour divulguer les partenariats payants et les contenus sponsorisés, et une nouvelle politique de contenu de marque aiderait les influenceurs à divulguer leurs partenariats payants)[215].

Fin 2021, Mozilla invite les régulateurs institutionnels à adopter des lois et des directives renforçant la transparence des plateformes dont en imposant la divulgation de toute forme de publicité en ligne, tout en adaptant la loi aux nouvelles formes de publicité politique et en clarifiant la définition de la publicité politique.

## Controverses

### Addictions
Selon Yao Qin et al. (2022) « TikTok a l'un des systèmes d'algorithmes les plus avancés et il est le plus addictif par rapport aux autres plateformes de médias sociaux » et « il affecte les états internes de plaisir, de concentration et de distorsion du temps des utilisateurs (que les chercheurs définissent comme l'expérience de flux), qui à son tour influence leur comportement de dépendance »; dans le contexte d'utilisation de courtes vidéos et de nombreuses interactions, se montre rapidement capable de cerner ou orienter les centres d'intérêt de l'utilisateur, et par suite de fortement capter son attention au point que des psychologues dénoncent une excessive « addictivité » de TikTok, pouvant selon certains conduire à un « abrutissement » de l'utilisateur psychologiquement piégé dans l'enchainement potentiellement infini des vidéos que la plate-forme lui présente. Selon l'analyse d'un sondage de jeunes chinois de 10 à 19 ans, la qualité du système influence plus l'expérience éprouvée par les adolescents sur TikTok que la qualité de l'information contenue ; et l' « expérience de flux » a des effets significatifs (directs et indirects) sur la concentration mentale et l'addiction à TikTok.
En effet, les vidéos de format court proposées par TikTok sont particulièrement intéressantes pour les adolescents qui souhaitent « rentabiliser le temps », « remplir les creux ». La brièveté des contenus et les swipes donnent la possibilité aux jeunes de découvrir le plus grand nombre de vidéos et de thème en très peu de temps. TikTok est plus accessible que d'autres plateformes, il suffit de lancer l'application pour qu'un flux infini de vidéo courtes se génère, un point qui change des autres plateformes comme YouTube. À la suite de son succès, ce modèle a été repris par de nombreux autres réseaux comme YouTube Shorts ou Instagram. Néanmoins, il serait nécessaire de nuancer la notion de « rentabiliser le temps », puisque selon l'enquête de Sandrine Philippe réalisé en 2023 auprès des jeunes adolescents, plusieurs personnes ont répondu qu'ils ont perdu du temps avec l'application — surtout ceux qui sont issus de milieux populaires et ceux qui sont en échec scolaire. La brièveté des vidéos fait perdre la notion de temps et la dépendance à l'algorithme ainsi que le format de boucle infinie donnent l'impression de « rater » la prochaine vidéo ce qui incite à passer plus de temps sur TikTok. Selon Sandrine Philippe, il s'agit d'un modèle d'immersion intensive semblable aux jeux vidéos.
Des praticiens dénoncent des effets préoccupants de cette addiction au flux de courtes vidéos pour la santé psychique et physique, dont en raison de trouble et manque de sommeil, de troubles de l'attention et d'un encouragement à la sédentarité, surtout chez de jeunes utilisateurs mineurs particulièrement captés : en 2022, 63 % des jeunes Français de 12 ans déclaraient utiliser TikTok (bien que TikTok se présente comme interdit aux moins de 13 ans en France, et qu'en Chine en 2021, l'application était limité à 40 minutes par jour pour les moins de 14 ans) ; les français de 4-18 ans y passent en moyenne plus d'une heure et quart par jour, avec environ 40 consultations par jour (contre 15 fois pour Twitter). « Au Royaume-Uni, 16 % des enfants de 3 et 4 ans utilisent déjà TikTok » et en France, à 11 ans, 2 enfants sur 5 l'utilisent en France.
« S'agissant des plus jeunes, le doute n'est plus permis quant aux effets néfastes des réseaux sociaux et a fortiori de TikTok […] L'exposition aux écrans entraine des retards dans l'acquisition du langage, la reconnaissance des émotions et la motricité fine. Les effets sur la qualité de sommeil des enfants et des adolescents sont aussi démontrés : risques de dépression, anxiété et baisse de la concentration en classe. »
La plate-forme contribue aussi à d'autres addictions nuisant à la santé publique (à la nicotine et l'e-cigarette par exemple, selon une étude publiée en 2022).
Une étude sur les facteurs de modération de la surutilisation a conclu que « seul le contrôle parental actif s'est avéré être un modérateur significatif de la relation entre la concentration et l'utilisation problématique de TikTok […] au fut à mesure que la médiation parentale active se développe, l'impact de la concentration des adolescents sur l'utilisation problématique de TikTok se réduit ».
Malgré ces effets néfastes, TikTok incite les utilisateurs à consommer davantage, il se repose sur un modèle de « digital labour », c'est-à-dire des activités qui ne sont pas vécues comme un travail mais qui produisent pourtant une valeur pour les grandes entreprises technologiques et qui sont mesurées par des indicateurs de popularités, de réputation. Pour les utilisateurs, il suffit de faire quelques gestes : liker, partager, s'abonner et swiper. Ainsi, leurs activités deviennent des données qui peuvent être réutilisés pour faire profit à la plateforme notamment en proposant des publicités ciblées.

### Désinformation
Selon un article paru en avril 2023 dans la revue Nature, « pour concourir à l'attention des utilisateurs, les plateformes de vidéos courtes ont surutilisé la technologie algorithmique, ce qui a intensifié la polarisation du groupe, ce qui est susceptible de pousser les utilisateurs dans une « chambre d'écho » homogène. Et ces chambres d'écho peuvent contribuer à la diffusion d'informations trompeuses, de fausses nouvelles ou de rumeurs, qui ont des impacts sociaux négatifs ».
NewsGuard conclut de ses tests (2022) qu'en moins de 40 minutes, l'utilisateur de TikTok se voit aussi proposer des vidéos aux contenus faux sur l'actualité, et plus encore si l'application est utilisée comme moteur de recherche ; et « Sur 102 millions de vidéos retirées par TikTok au 1er semestre 2022, moins de 1 % l'ont été pour désinformation ». Selon Global Witness, l'exposition aux fausses nouvelles y est pire que sur Facebook et YouTube : (« 90 % des contenus de désinformation créés pour une étude par Global Witness ont été approuvés par TikTok, alors que ce chiffre est de 20 % pour Facebook »). D'après les chercheurs de NewsGuard, 20 % des vidéos proposées automatiquement par la plateforme sur des sujets tels que la pandémie de Covid-19, l'invasion de l'Ukraine en 2022 ou le changement climatique contiennent de la désinformation. 

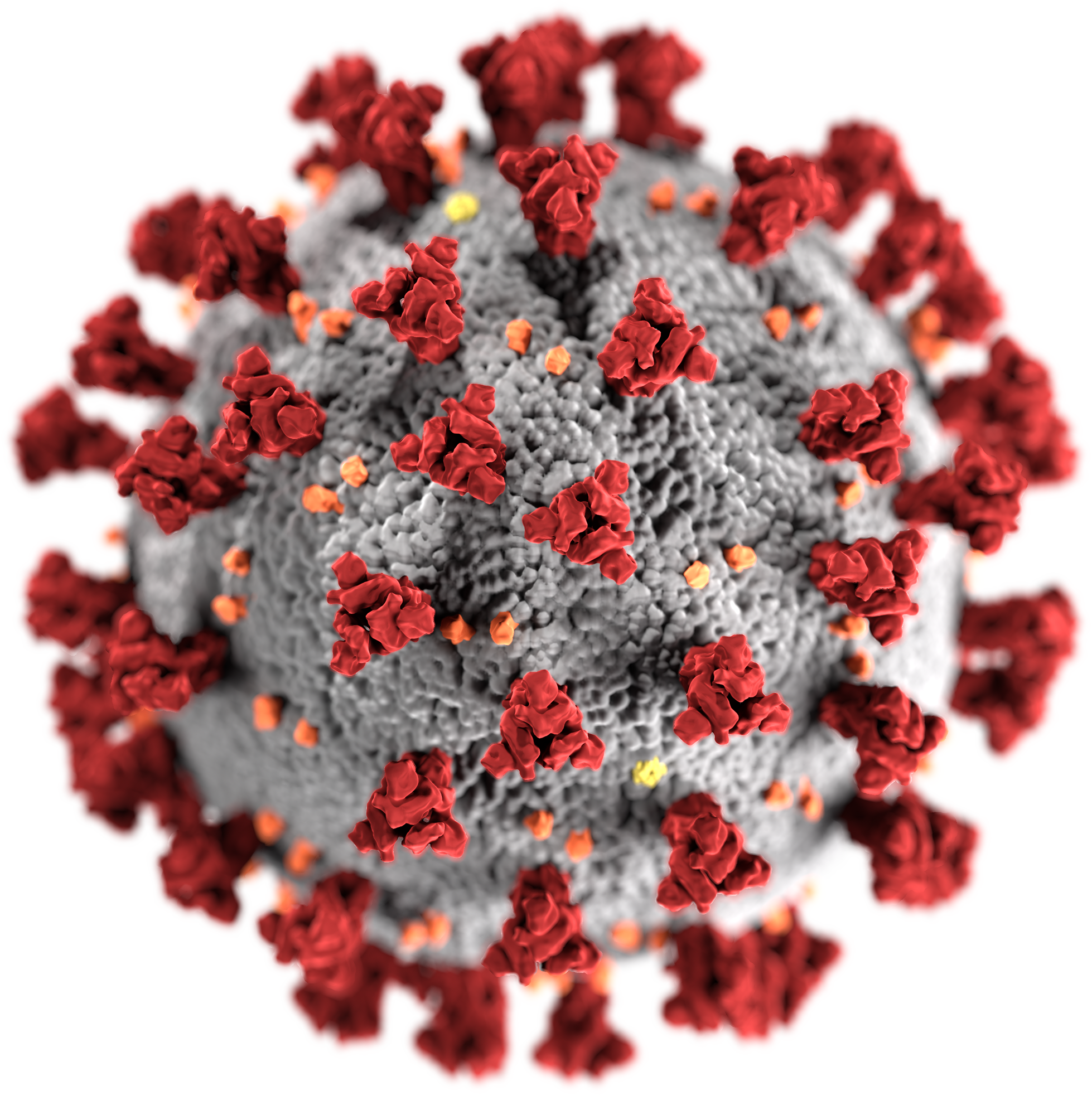
Image représentant le coronavirus

En lien avec la pandémie de Covid-19, TikTok est l'une des plateformes les plus récentes à avoir pris de l'importance concernant la représentation de la Covid-19 auprès des jeunes adultes utilisant cette application. En date du 12 juillet 2020, les hashtags « covid-19 », « covid19 » et « coronavirus » ont atteint des dizaines de milliards de vues. Bien que les vidéos faites par les professionnels de la santé étaient moins nombreuses, ce sont ces vidéos qui étaient le plus souvent aimés et partagés. TikTok s'est donc révélé être une bonne plateforme pour les professionnels de la santé pour éduquer et contester les mythes entourant la Covid-19. En revanche, comme le soulignent plusieurs médias traditionnels, TikTok comme bien d'autres est aussi source de désinformation et de fausses informations concernant cette pandémie. Par exemple, selon les chercheurs de la société NewsGuard, la désinformation sur les vaccins contre la Covid-19 est très présente sur l'application : les vaccins tueraient, les « dégâts » des vaccins seraient cachés, etc. Comme l'indique aussi la société, « la toxicité de TikTok constitue désormais un danger important parce que des recherches de Google suggèrent que TikTok est de plus en plus utilisé par les jeunes […] pour trouver des informations ». En 2021, TikTok aurait même dépassé Google en tant que site web le plus populaire au monde selon Cloudflare. Pour donc éviter la désinformation de circuler, le porte-parole de TikTok affirme que la plateforme s'engage à retirer les contenus qui relèvent de la désinformation nocive, dont la désinformation médicale.
Lors de la pandémie de Covid-19 en Inde, un grand nombre de vidéos TikTok niant la dangerosité du coronavirus SARS-CoV-2 pour les musulmans et appelant à refuser les mesures sanitaires comme le port du masque sont identifiées par l'entreprise Voyager Infosec. Cela pousse le ministère des technologies de l'information à demander à TikTok de supprimer les informations de ce genre et d'en identifier les auteurs, demande également adressée à Facebook où des contenus similaires circulent. TikTok répond en disant travailler de manière active avec le gouvernement pour lutter contre la désinformation, tout en favorisant les contenus « crédibles » sur la Covid-19 sur sa plateforme.
En juin 2020, la plateforme annonce avoir signé le Code de bonnes pratiques de l'Union européenne sur les discours haineux et la désinformation. En juillet 2020, TikTok annonce avoir supprimé 29 000 vidéos contenant des « fausses informations » sur la Covid-19 en Europe, dont 3 000 dont le contenu visé appartenait au domaine médical. Comme d'autres réseaux, pour informer ses utilisateurs sur la pandémie, l'application affiche une bannière donnant accès à des renseignements.
En juin 2024 l'ONG Global Witness révèle que TikTok a échoué au test de détection de désinformation initié par l'ONG. Global Witness a réussi à publier la totalité de ses 16 vidéos à destination du public irlandais et contenant de fausses informations. Ces fausses publicités destinées à informer les électeurs contenaient toutes de fausses informations destinées à mettre en péril la sincérité du scrutin. On y trouvait par exemple l'information selon laquelle l'âge légal pour voter avait été modifié à 21 ans. Global Witness a porté plainte auprès du régulateur irlandais contre TikTok.

### Effets nocifs sur la santé des jeunes
Une étude réalisé par l'ONG Amnesty International en partenariat avec l’Algorithmic Transparency Institute et AI Forensics en 2023 conclut que l'algorithme de TikTok expose fortement les jeunes gens à des vidéos au contenu inapproprié à leur âge, évoquant notamment la promotion du suicide et de l'automutilation. Les internautes ayant ce profil et montrant un intérêt pour ces sujets via les mots-clés entrés dans le moteur de recherche du réseau se retrouvent rapidement exposés, via la rubrique "Pour toi" de leur fil d'actualité, à une quantité massive de vidéos de ce type, susceptibles de renforcer leur mal-être.
Le réseau est confronté à plusieurs procès pour ces motifs. En octobre 2024, aux États-Unis, treize états et le district de Columbia intentent des procès contre le réseau en l'accusant de provoquer l'addiction et de « contribuer sciemment à la crise de santé mentale des adolescents américains afin de maximiser ses recettes publicitaires ». La radio publique américaine publie au même moment des documents internes à TikTok montrant que l'entreprise a effectué des recherches en interne sur les mécanismes d'addiction afin de maximiser le temps passé par les internautes sur le réseau, et que les chercheurs de TikTok connaissaient les effets délétères de ces mécanismes sur la santé mentale des jeunes. En novembre 2024, un collectif de sept familles françaises assigne en justice TikTok devant le tribunal judiciaire de Créteil, accusant le réseau d'exposer les enfants à de nombreuses vidéos faisant la promotion du suicide, de l'automutilation ou encore des troubles alimentaires.
Le Kirghizistan interdit TikTok pour « protéger la santé des enfants » en août 2023.

### Censure et propagande

#### Potentiel général
Des chercheurs[Lesquels ?] s'inquiètent du potentiel, selon eux très fort, de l'application dans la guerre informationnelle mondiale, notamment parce qu'elle pourrait appliquer à un public international les méthodes de censure du gouvernement chinois et façonner sa compréhension de l'actualité. Ces inquiétudes sont renforcées par le fait que TikTok fournit peu d'informations sur les contenus qu'il supprime et sur l'indépendance qu'il affirme avoir vis-à-vis des censeurs chinois. Les chercheurs notent que Douyin, uniquement accessible en Chine, est soumis à la vision du Parti communiste chinois (PCC) sur les contenus et sources appropriés, et doit respecter des règles de censure ainsi que le Grand Firewall de Chine. Douyin a ainsi adopté une définition large des contenus indésirables, interdisant notamment tous ceux jugés « incommodants ». Selon Matt Schrader, spécialiste de la Chine pour le groupe de pression américain Alliance for Securing Democracy (en), tous les contenus qui contreviennent à la ligne officielle du PCC sur Douyin, notamment l'emprisonnement des Ouïghours, la corruption de membres haut placés du PCC ou les vidéos des manifestants à Hong Kong, sont rapidement retirés. Douyin a supprimé le compte du chanteur chinois Liu Keqing, connu pour sa forte ressemblance physique avec le président Xi Jinping, et dont le nom et l'image étaient utilisés pour parler du président Xi en contournant la censure,,.
En termes de propagande, des chercheurs[Lesquels ?] soulignent l'utilisation de Douyin par le PCC. Pour un spécialiste de l'industrie numérique chinoise, les contenus généralement légers et amusants de Douyin aident à faire passer les messages de propagande nationaliste approuvés par les autorités chinoises, auprès d'une population jeune qui a moins tendance à consulter les médias classiques. Pour un spécialiste du marketing sur TikTok, la plateforme a un potentiel massif pour changer les perceptions du public international, cela étant facilité par le fait que la plupart des usagers sont jeunes et relativement faciles à influencer. Des chercheurs notent également que TikTok pourrait être utilisé pour des campagnes de désinformation en ligne à l'étranger, comme les autorités chinoises l'ont déjà fait sur Facebook, Twitter et YouTube, en créant des faux comptes pour dénigrer les manifestants hongkongais. Par ailleurs, TikTok servirait à la diffusion de vidéos pro-Ukraine pendant l'Invasion de l'Ukraine par la Russie en 2022, alors que TikTok a suspendu la possibilité de publier de nouvelles vidéos sur sa plateforme en Russie étant donné la nouvelle loi russe qui proscrit la diffusion d'informations visant à discréditer l'armée et son invasion de l'Ukraine. D'après Laurence Grondin-Robillard, experte des médias socionumériques à l'Université du Québec à Montréal, cela a pour conséquence d'enfermer les utilisateurs de la plateforme dans des chambres d'écho ou bulles de filtre, limitant ainsi une meilleure compréhension du conflit.
Selon Belinda Barnet, spécialiste des médias à l'université de technologie de Swinburne (en), il est « hors de doute » que TikTok et Douyin contribuent à la désinformation, les deux plateformes « pratiquant la censure et de campagnes de désinformation pour perturber et orienter le débat public ».

##### Répression des Ouïghours
Le sujet de la répression des Ouïghours en Chine est censuré ou masqué sur Douyin, menant à la publication de vidéos qui tentent de contourner cette censure de manière créative,. En novembre 2019, une vidéo dans ce style publiée par une adolescente américaine sur TikTok devient virale, avant qu'un de ses autres comptes, puis son téléphone ne soient bloqués sur la plateforme. Interrogée par la BBC, TikTok affirme ne pas modérer les contenus en fonction de sensibilités politiques, et avoir effectué ces blocages en raison d'une autre vidéo montrant Oussama Ben Laden, ce qui contrevenait à sa politique de contenu. TikTok publie ensuite un communiqué sur l'affaire, mentionnant le blocage du compte et du téléphone, ainsi qu'un bref retrait de la vidéo dû à une « erreur » d'un de ses modérateurs et annulé ensuite par un supérieur. TikTok s'excuse du retrait momentané de la vidéo et débloque le téléphone de l'adolescente en dérogation à sa politique, affirmant qu'à l'évidence la vidéo précédente (et satirique,) montrant Oussama Ben Laden n'était pas mal intentionnée. La plateforme affirme que les vidéos sur la situation des Ouïghours en Chine sont autorisées, et que la vidéo virale ne viole en rien sa politique de modération. La BBC note que si de telles vidéos sont présentes sur la plateforme, elles reçoivent en général beaucoup moins d'attention,,.

##### Manifestations de Hong Kong
En septembre 2019, TikTok est accusé de supprimer des vidéos des manifestations de Hong Kong, celles-ci étant presque totalement absentes lors d'une recherche avec le hashtag #HongKong, alors que ce même hashtag révèle un nombre très important de vidéos des manifestations sur Twitter,,.
Les contenus utilisant les hashtags populaires liés aux manifestations sont également quasi ou totalement absents de la plateforme. Le Washington Post relève qu'il est impossible de savoir quelles vidéos sont censurées sur TikTok en application de son interdiction des contenus haineux et extrémistes, les décisions de ByteDance sur cette question étant très opaques et l'entreprise ne fournissant pas d'outils permettant à des personnes externes d'effectuer des recherches sur le sujet. Le journal note par ailleurs qu'il est possible que les utilisateurs de Hong Kong pratiquent l'autocensure en évitant de publier des contenus politiquement risqués sur une application très observée par les censeurs chinois. Répondant aux allégations de censure, TikTok affirme que la modération des contenus pour ces utilisateurs est gérée par une équipe américaine qui n'est pas influencée par le gouvernement chinois. L'entreprise ne donne toutefois pas de détails sur la manière dont ces contenus sont modérés et sur ce qui protège l'équipe de modération américaine de l'influence des autorités chinoises. L'entreprise affirme également que si les publications sur Hong-Kong sont si peu présentes, c'est parce que la plateforme est consacrée au divertissement et non à la politique, les utilisateurs de l'application cherchant un « contenu positif et joyeux »,. Elle ne fournit par contre pas de réponse à la question de savoir si la politique de modération des évènements de Hong Kong est la même sur TikTok que dans sa version chinoise Douyin.

##### Conflit sino-indien
En juin 2020, lors du combat entre soldats chinois et indiens dans la vallée de Galwan, The Times of India affirme que TikTok effectue un shadow banning des vidéos relatives au combat et au conflit à la frontière sino-indienne. Des recherches employant quelques-uns des hashtags associés aux vidéos sur le conflit, pourtant présentes sur la plateforme, ne donneraient aucun résultat ou des résultats portant uniquement sur de vieux contenus. Par ailleurs, d'autres hashtags liés à des sujets sensibles pour la Chine, comme les manifestations de Tian'anmen, ne donneraient pas de résultats pour les utilisateurs indiens de TikTok.

##### Diverses critiques
En septembre 2019, dans le sillage des manifestations de Hong Kong, le journal The Guardian obtient des documents confirmant une censure sur TikTok des contenus anti-gouvernement chinois ou considérés comme sensibles vis-à-vis d'autres gouvernements et sociétés,. Cela inclut les contenus considérés comme des « diabolisations ou distorsions d'événements historiques chinois » ou étrangers, notamment le génocide cambodgien, les émeutes de 1998 en Indonésie et les manifestations de la place Tian'anmen. Les règles interdisent également de « critiquer les lois et règles d'un pays », incluant notamment les critiques du système socialiste chinois, d'évoquer « le séparatisme, les conflits religieux », et d'« exagérer des conflits entre personnes noires et blanches ». Dans tous ces cas, les vidéos doivent être masquées et peu accessibles. D'autres contenus semblent pouvoir être totalement supprimés, comme les vidéos promouvant la discipline et le mouvement religieux Falun Gong, interdit en Chine. Les mentions de certaines personnalités sont aussi bannies de la plateforme, notamment de « leaders étrangers ou figures sensibles » comme Kim Jong-un, Vladimir Poutine, Barack Obama, Donald Trump ou Gandhi, mais pas le président chinois Xi Jinping,,. TikTok répond en affirmant que ces règles ne sont plus en vigueur depuis mai 2019,, et que la plateforme aurait au départ adopté une approche « brute » pour minimiser les conflits sur la plateforme, avant de se décider à modérer les contenus de façon plus locale. La plateforme affirme qu'elle travaillera avec des comités locaux indépendants pour évaluer en continu ses politiques de modération et reconnaît le besoin d'une plus grande transparence au sujet de ces politiques.
The Guardian révèle ensuite des informations sur les règles locales, et un groupe de règles dit « Strict » alppliquées dans les pays à morale conservatrice, et un autre lié à des pays spécifiques. Les règles « strictes » sont plus sévères que les règles globales révélées auparavant sur la nudité et la vulgarité, interdisant notamment les « fesses partiellement dénudées », les décolletés avec « une longueur de plus d'un tiers de la poitrine », et les descriptions détaillées de serviette hygiénique. Pour les règles liées à des pays spécifiques, le Guardian révèle qu'en Turquie, sont interdites les images de consommation d'alcool, représentations des dieux « non-islamiques », l'homosexualité ou les mouvements pour les droits LGBT (toutes des pratiques et représentations légales dans le pays, bien qu'il existe une loi contre les contenus « obscènes »), le séparatisme kurde et les critiques de Mustafa Kemal Atatürk et du président Recep Tayyip Erdoğan. Les responsables de TikTok répondent à ces secondes révélations en affirmant que les règles concernant la Turquie ne sont plus en vigueur,.
D'anciens employés de TikTok aux États-Unis rapportent au Washington Post que les décisions finales sur le retrait de contenus étaient faites par des employés de ByteDance à Pékin.
En France, en 2022, l'Arcom reproche à TikTok un manque de transparence, et ajoute que c'est la plateforme qui coopère le moins quand des questions lui sont posées.

De leurs côtés, la SACD, la SACEM et d'autres reprochent à TikTok de ne pas respecter le droit d'auteur, privant les artistes de revenus, faute de lutte contre « une a "piraterie audiovisuelle", assive sur l'application ».
L'enquête sénatoriale de 2022, reproche à l'algorithme de recommandation de TikTok une totale opacité alors qu'il est une source d'informations privilégiée pour des internautes qui comptent parmi les plus jeunes (génération Z comprise). Cet algorithme s'entraine sur des millions de très courtes vidéos qui lui fournissent des « "données d'entraînement" d'une richesse incomparable, en nombre et en qualité […] TikTok reconnaît intervenir pour éditorialiser le fil "Pour Toi", tantôt en réduisant la visibilité de certains contenus (shadow banning), tantôt en en "poussant" d'autres. En outre, en dépit des dénégations de TikTok, cet algorithme dépend toujours des technologies et des ingénieurs chinois qui l'ont créé […] TikTok entretient le flou sur les moyens humains affectés à la lutte contre les fausses informations. Seul le chiffre des effectifs mondiaux Trust and Safety (40 000) est communiqué, incluant toutes les équipes affectées à la sécurité des contenus. Les contenus de désinformation tardent par ailleurs à être retirés, faute de proactivité. Que ce soit pour signaler des comptes de médias d'État ou pour avertir de l'altération d'un contenu par l'IA, les labellisations sont peu abouties. L'opacité est totale s'agissant du shadow banning, technique visant à censurer des contenus non en les retirant mais en les invisibilisant ».
TikTok a été utilisé à des fins d'espionnage et de géolocalisation par ByteDance, pour traquer deux journalistes enquêtant sur TikTok, et de nombreux États s'inquiètent de l'ampleur de la collecte d'informations personnelles par la plate-forme.
En France, alors que l'application compte en 2022 plus de 22 millions d'utilisateurs, une enquête sénatoriale dénonce « des transferts de données d'utilisateurs de TikTok vers la Chine et vers des ingénieurs basés en Chine" ; et des mesures avérées de censure et de désinformation au bénéfice de la Chine, de ses priorités géopolitiques et des intérêts du Parti communiste chinois » (« Le fait que l'application reste dans l'orbite des autorités chinoises pourrait permettre à celles-ci, par exemple, de reconstituer, via les données collectées, l'organigramme d'une organisation, administration ou entreprise, afin d'en identifier les éléments pertinents en vue d'initier des actions d'espionnage ; d'identifier les habitudes de ces personnes pour faciliter ces mêmes actions ; de collecter des informations précises sur une personne pour construire un e-mail personnalisé pertinent dans le cadre d'une cyberattaque ; d'identifier certains lieux particulièrement stratégiques pour l'État et les personnes qui les fréquentent de manière habituelle ; de lancer une campagne de désinformation lors d'une crise internationale au profit de la Chine ou de ses alliés ; de favoriser, lors d'élections nationales ou locales, certains candidats »). Selon cette enquête, « TikTok collecte un grand nombre de données, comme d'autres applications (Google, Facebook, YouTube, etc.), directement auprès de l'utilisateur (date de naissance, numéro de téléphone…), ou via son téléphone (adresse IP, carnet d'adresses, calendrier, contenu du presse-papier, localisation…). Mais aussi des données via le profilage algorithmique, lui-même issu de l'interaction permanente et très rapide de l'utilisateur avec le fil « Pour Toi ». Ceci permet à l'application de déduire des caractéristiques que l'individu n'a pas activement révélées. La plateforme dresse ainsi un profil psychologique de ses utilisateurs et peut l'utiliser à des fins commerciales ou pour d'autres finalités indéterminées » (ce qui était reproché à Aggregate IQ dans le cas du scandale Facebook-Cambridge Analytica). De plus, « TikTok entend faire reposer le principe de « minimisation » de la collecte sur une démarche volontaire de l'utilisateur, ce qui est contraire au RGPD. La politique de confidentialité ne permet pas de comprendre les finalités de cette collecte ». Enfin, l'enquête déplore que ces données personnelles circulent : « stockées sur des serveurs basés aux États-Unis, en Malaisie et à Singapour, elles sont aussi partagées avec des prestataires de services ou des sociétés du groupe TikTok – non nommés – également situés hors Union européenne, en particulier en Chine, et qui disposent d'un accès à distance. La politique de confidentialité à destination des utilisateurs, opaque sur ce point comme sur beaucoup d'autres, indique seulement que ces partages de données permettent d'« assurer certaines fonctions ». Interrogés par la Commission d'enquête (2023), les représentants de TikTok ont constamment éludé cette question ».
Le 29 juillet 2020, TikTok fait de TikTok Irlande son représentant légal dans l'UE au sens du RGPD (la Data Protection Commission irlandaise (DPC) devient alors la seule entité à pouvoir contraindre TikTok dans toute l'UE pour ce qui concerne le RGPD. Ce choix permet à TikTok d'échapper à la CNIL (qui a néanmoins fin décembre 2022, en s'appuyant sur la loi Informatique et Libertés, donné une amende de 5 millions d'euros à TikTok pour son utilisation de cookies illégaux sur tiktok.com). En 2022, La DPC enquête sur le traitement par TikTok des données personnelles des moins de 18 ans, et sur la captation de données personnelles envoyées de l'UE vers la Chine.

##### Utilisateurs considérés comme peu attrayants
En 2020, les responsables de l'application TikTok sont accusés par le magazine anglais The Intercept de censurer les personnes laides, grosses, pauvres ou handicapées, pour diffuser des vidéos plus attrayantes. Ils démentent cette information et nomment, dans différents pays, des responsables pour la confiance et la sécurité. Des cas de censure de personnes handicapées continuent néanmoins d'être dénoncées par des militants,,.

##### Réponse de TikTok aux controverses
Fin 2019, réagissant aux controverses sur la censure, ByteDance engage le cabinet d'avocat américain K&L Gates (en), dont les anciens membres du Congrès Bart Gordon et Jeff Denham, pour la conseiller sur les politiques de modération de TikTok,, ainsi que le cabinet de lobbying américain Monument Advocacy.
En mars 2020, TikTok admet que ses pratiques « ne sont pas sans reproche » et annonce la création d'un centre de modération « transparent » à Los Angeles. Des observateurs externes pourront y évaluer comment TikTok régule ses contenus, et ils auront à terme accès au code de l'application, pour juger de ses efforts faits en matière de sécurité et de vie privée et aider à « améliorer sa politique de modération et ses systèmes de sécurité ». Début septembre 2020, ce centre est visité par des journalistes et révèle certains détails de l'algorithme.
En 2021, TikTok s'est engagé à n'accepter aucune « publicité politique payante » et se dit résolu « à lutter contre la prolifération de la désinformation sur sa plateforme », en se faisant aider (via des partenariats) par « des organisations de vérification des faits, notamment l'Agence France-Presse (AFP), Animal Político, Estadão Verifica, Lead Stories, Newtral, Pagella Politica, PolitiFact, SciVerify, Teyit & Vishvas News ». Un « centre de transparence et de responsabilité » est annoncé pour 2022 en Irlande, ouvert aux décideurs politiques, régulateurs, chercheurs et experts industriels » ; des « tours virtuels » sont organisés (sur inscription) dès 2021.

### Confidentialité et sécurité
La plateforme et son application suscitent de nombreuses controverses sur sa sécurité et sa confidentialité,. Dans sa politique de confidentialité, TikTok affirme collecter, entre autres, des informations sur l'utilisation (en), l'adresse IP, l'opérateur téléphonique, l'identifiant unique de l'appareil, la dynamique de frappe au clavier, et les données de géolocalisation,,.
En août 2020, le Wall Street Journal rapporte que la version Android de l'application TikTok a récolté jusqu'en novembre 2019 des identifiants d'appareils, notamment les adresses MAC et les IMEI, en contournant une interdiction de Google, le développeur d'Android. Profitant d'une faille, le réseau social a ainsi pu récolter des données lui permettant de suivre les activités en ligne des utilisateurs, et ce, sans leur consentement ni même en leur laissant la possibilité de retirer ce tracking,,.
La politique de confidentialité de TikTok indique que la plateforme peut partager les données des utilisateurs avec sa société mère ByteDance, une filiale ou une entité affiliée du groupe,. Elle peut ainsi partager des données avec son pendant chinois Douyin, qui possède une politique destinée à la protection de la sécurité nationale chinoise. Celle-ci indique notamment que l'entreprise « ne nécessite pas d'autorisation pour la collecte et l'utilisation d'informations personnelles ».
Plusieurs gouvernements accusent TikTok d'être un Cheval de Troie du gouvernement chinois. Selon Fergus Ryan, analyste à l'Institut australien de stratégie politique, TikTok est obligée de donner accès à ses données si les services de renseignements chinois le lui demandent et de tenir cet accès secret. Il cite la règlementation du pays en matière de renseignement, notamment la loi chinoise sur le renseignement national, dont l'article 7 indique que « Toute organisation ou citoyen doit, en accord avec la loi, soutenir, apporter assistance et coopérer avec le travail de renseignement national et garder le secret sur tout travail de renseignement national dont ils ont connaissance ». Dans d'autres pays, la situation serait différente, par exemple aux États-Unis où Apple a publiquement refusé de décrypter les données d'un iPhone pour la police fédérale, qui a ensuite poursuivi l'entreprise en justice pour les obtenir.
À la suite de diverses controverses en 2020, ByteDance produit un rapport qui affirme notamment que les États-Unis auraient fait des demandes d'accès à des comptes d'utilisateurs, mais pas la Chine, y compris concernant les manifestations de 2019-2020 à Hong Kong.

#### Australie
En Australie, l'application est lancée en mai 2019 et devient rapidement populaire, atteignant 1,5 million d'utilisateurs en juillet 2020. En juin 2020, TikTok ouvre un bureau dans le pays.
En décembre 2019, le Sénat australien ouvre un comité d'enquête sur l'ingérence étrangère par les réseaux sociaux, pour analyser notamment les risques de désinformation par ce biais. Un parlementaire avance que TikTok pose question au vu de son développement et de sa gestion dans une société illibérale, critique sa censure de contenus anti-gouvernement chinois, et note les risques d'utilisation des réseaux sociaux en matière d'espionnage, d'opérations d'influence, de censure à des fins de propagande et même d'ingérence électorale. En juillet 2020, la présidente du comité d'enquête affirme que les experts interrogés sont préoccupés par TikTok, et appelle ses responsables à se présenter devant le comité d'enquête en accusant le gouvernement de manquer de « leadership » face à ce problème.
Le directeur général de TikTok Australie affirme que TikTok ne partage les données des utilisateurs australiens avec aucun gouvernement étranger, y compris le gouvernement chinois, et que la plateforme refuserait un tel partage en cas de demande. Il souligne que les données des utilisateurs australiens sont stockées à Singapour et que la plateforme « tente de minimiser l'accès aux données à travers les régions ». Pour Fergus Ryan, analyste à l'Institut australien de stratégie politique, cette formulation est une manière indirecte de dire que des données d'utilisateurs australiens de TikTok transitent par la Chine, ce qui ferait sens pour que les ingénieurs situés à Pékin puissent travailler sur l'application. Selon Ryan, cela est « particulièrement inquiétant », les lois chinoises sur le renseignement obligeant toute entreprise du pays à fournir ses données sur demande et à ne pas en parler le cas échéant.

#### États-Unis
En novembre 2019, le sénateur démocrate Chuck Schumer et le sénateur républicain Tom Cotton demandent à la direction du renseignement national d'évaluer les risques d'espionnage que TikTok et d'autres plateformes chinoises de contenu opérant aux États-Unis posent au pays. Ils estiment notamment que ByteDance est obligé de respecter les lois chinoises et donc de coopérer avec les services de renseignement du Parti communiste chinois, même si les données des utilisateurs sont stockées aux États-Unis. Ils citent en particulier la nouvelle loi chinoise sur le renseignement national entrée en vigueur en 2017, craignant que l'application n'offre aux renseignements chinois un accès secret aux smartphones et ordinateurs des utilisateurs, accusation similaire à celle faite contre les fabricants d'équipements de télécommunication et de smartphones Huawei et ZTE. Ils s'inquiètent également de l'apparente censure des contenus jugés « trop politiquement sensibles à l'encontre du Parti communiste chinois », et expriment des craintes sur l'utilisation de TikTok par la Chine pour faire pression sur l'élection présidentielle de 2020. TikTok dément fermement ces accusations, affirmant qu'aucun gouvernement étranger ne l'influence, que ses centres de données sont situés hors de la Chine et que ses données ne sont pas soumises à la loi chinoise. Le réseau social dément également censurer des contenus qui dérangeraient le gouvernement chinois, et affirme n'avoir jamais reçu une demande de ce genre, ajoutant qu'il ne la respecterait pas le cas échéant,,,,.
Le même mois, le sénateur républicain Josh Hawley invite Apple et TikTok à témoigner devant le Congrès américain, lors d'une audition sur le numérique, les données personnelles et la Chine. TikTok refuse en citant un délai trop court et Apple ne fait pas de commentaire.
Le 28 février 2023, le gouvernement fédéral des États-Unis interdit l'utilisation de TikTok sur les appareils professionnels des employés des agences fédérales, au motif que subsistaient des inquiétudes concernant la sécurité des données des utilisateurs,. Cette interdiction est à but préventif, car les méthodes de collecte de données de TikTok permettent un large accès au contenu des appareils.
Le gouvernement américain envisage son bannissement total, au nom de la sécurité.
La Chambre des représentants des États-Unis le texte qui menace de bannir TikTok aux États-Unis. L'entreprise chinoise ByteDance, propriétaire de TikTok, doit céder sous six mois son application sous peine d'interdiction dans le pays.
Le 2 août 2024, Le ministère américain de la Justice et la Federal Trade Commission, intente une action en justice contre TikTok et sa société mère ByteDance pour avoir violé une loi interdisant aux entreprises de collecter et d'utiliser les informations personnelles des enfants de moins de 13 ans.

#### Inde
En Inde, la plateforme est sujette à des controverses sur les risques qu'elle poserait aux données de ses utilisateurs et à la sécurité et souveraineté de l'Inde dans le cyberespace, dans un contexte de conflit militaire du pays avec la Chine.

#### Entreprises
En juillet 2020, Amazon demande à ses employés de supprimer l'application de tout téléphone ayant accès à ses mails internes, citant des « risques pour la sécurité », avant de revenir quelques heures plus tard sur cette communication, qu'elle qualifie d'erreur,. Selon Susan Ariel Aaronson, professeure à l'Université George-Washington et experte de la gouvernance des données et de la sécurité nationale, Amazon pourrait avoir craint un accès de l'application aux données de ses employés en raison des accusations de vols répétés de propriété intellectuelle que le gouvernement américain porte contre la Chine. L'entreprise aurait aussi pu être partiellement motivée par une volonté de ne pas froisser l'administration Trump, avec laquelle elle est en conflit. TikTok publie un communiqué affirmant que la sécurité de ses utilisateurs est « de la plus haute importance », et que bien que les craintes ne lui soient toujours pas claires, elle est ouverte à un dialogue avec Amazon,.
La banque américaine Wells Fargo dit avoir demandé à certains employés ayant installé l'application sur des téléphones professionnels de la désinstaller, en raison des controverses sur la confidentialité et la sécurité de TikTok, et du fait que des téléphones professionnels ne devraient pas être utilisés à d'autres fins.

### Contenu et mœurs

#### Contenus d'ordre sexuel
Une des controverses dont l'application fait l'objet est celle d'encourager le narcissisme et l'hypersexualisation de ses utilisateurs, souvent très jeunes. Par voie de conséquence, elle pourrait être une plateforme de choix pour les prédateurs sexuels.
En Égypte, deux influenceuses sont arrêtées pour avoir fait créer des comptes et publié des vidéos qui incitent à l'immoralité et à des comportements allant à l'encontre des valeurs familiales égyptiennes. Une autre est arrêtée pour des faits similaires et accusée de trafic d'êtres humains pour avoir tenté de recruter d'autres influenceuses afin de « faire des rencontres » et « publier des vidéos de divertissement » contre de l'argent, incitant ainsi des jeunes filles à commettre des actes « inappropriés » en profitant de la situation économique difficile.
En Inde, où l'application rassemble plus de deux cents millions d'utilisateurs actifs en mars 2019, soit 43 % du total à ce moment, celle-ci traverse plusieurs polémiques. En 2018, elle est accusée de faire la promotion de la pornographie et de la pédophilie, en raison du nombre grandissant d'adolescents et de jeunes adultes se mettant en scène dans des positions ou des scénarios sexualisés. La polémique fait d'autant plus de bruit qu'elle éclate dans un pays très attaché aux valeurs morales et religieuses de l'hindouisme. En avril 2019, la Haute Cour de Madras accuse l'application de propagation de contenus pornographiques, et TikTok retire environ 6 millions de vidéos controversées.
En septembre 2019, des documents internes obtenus par le quotidien The Guardian révèlent les consignes liées à la pédopornographie. Dans le cas des vidéos signalées comme représentant des mineurs, si les modérateurs ne parviennent pas à déterminer si la victime a l'air d'avoir moins de 18 ans, il leur est demandé de la considérer par défaut comme un adulte. Andy Burrows, expert et militant pour la protection de l'enfance (en) en ligne, critique ce qu'il considère comme une « approche cavalière », notamment parce que TikTok reconnaît à l'évidence dans ces documents internes l'existence de vidéos représentant des personnes qui semblent mineures en « tenues sexy » ou « dansant de manière séduisante », utilisant même l'expression de « pornographie de mineurs ». ByteDance répond à ces révélations en affirmant que ce document n'est plus valide et qu'elle a depuis décidé, de traiter comme telles les vidéos à caractère sexuel qui semblent montrer des mineurs.

#### Hashtag #Autismchallenge
En mai 2020, des utilisateurs de TikTok lancent, sous le hashtag #Autismchallenge, une parodie des mouvements et des expressions faciales des personnes autistes, à travers des grimaces et des imitations de danses malhabiles. Ce défi est qualifié d'« humiliation » sur le site web handicap.fr, et suscite une réaction de la secrétaire d'État française aux personnes handicapées Sophie Cluzel, qui juge ce challenge « consternant ».

#### Propagande de l'État islamique
En octobre 2019, le Wall Street Journal relève que l'organisation djihadiste État islamique (EI) publiait des vidéos de propagande sur 20 comptes montrant, entre autres, des cadavres exhibés dans les rues et des combattants de l'EI armés. Les comptes auraient moins de 1000 abonnés. L'information est ensuite confirmée par un collaborateur anonyme de TikTok, qui affirme que 10 comptes ont été supprimés, sans donner d'informations sur les 10 autres comptes, et que l'essentiel des vidéos avaient un nombre très faible de vues. TikTok affirme que les comptes promouvant des organisations terroristes n'ont pas leur place et que leurs auteurs verront leurs comptes et leurs appareils bloqués.

#### Propagande nazie
En septembre 2024, selon un rapport de l'ONG américaine Media Matters, des vidéos de discours traduits par IA d'Adolf Hitler deviennent virales sur TikTok et plusieurs vidéos récoltent plus d'un million de vues,. Le média britannique Sky News dénombre près de 70 000 vidéos aux contenus nazis relayant des discours d'Adolf Hitler.

### Masculinisme
Le rapport annuel 2023 sur l’état des lieux du sexisme en France souligne que « les « raids » masculinistes se multiplient en ligne pour réduire les femmes au silence ou les discréditer. ». Ce rapport fait notamment mention de la montée d’influenceurs comme Andrew Tate « dont les vidéos engrangent des milliards de vues sur TikTok, Instagram ou encore YouTube. ». Le rapport annuel 2024 précise que « En ce qui concerne TikTok, les vidéos dites humoristiques sont dominées par des représentations dégradantes et humiliantes des femmes (42,5 %). ».
Une enquête réalisée par UCL et l’Université du Kent souligne que « Les contenus préjudiciables sont transformés en jeux et présentés comme des divertissements par le biais d’algorithmes. ». Les auteurs expliquent notamment avoir créé quatre faux profils d’adolescents sur TikTok suivant quatre « archétypes » différents (correspondant à des centres d’intérêt et des préoccupations que peuvent avoir des garçons pendant l’adolescence). Chaque jour, les profils regardaient des TikToks pendant une heure : l’étude a conclus qu’après cinq jours d'utilisation de TikTok, le niveau de contenu misogyne sur la page « Pour toi » de TikTok était multiplié par quatre - quel que soit l’archétype considéré.
La plateforme ne reste pas muette face aux critiques adressées : le compte d’Andrew Tate a été désactivé en 2022, et lorsque l’on écrit certains termes pouvant renvoyer à de la masculinité toxique dans la barre de recherche TikTok (quand on recherche « Andrew Tate », par exemple), les résultats s’accompagnent parfois d’un encadré « Be hate aware ». En outre, il convient de prendre en compte la présence de contre-discours sur la plateforme. Par exemple, une vidéo masculiniste virale d'Alex Hitchens a fait à son tour l'objet de vidéos qui tournant en dérision la phrase de l’influenceur, certaines ayant été vues plusieurs millions de fois.

### Harcèlement et agressions
Plusieurs utilisateurs dénoncent des problèmes de harcèlement,, ainsi que des agressions racistes et antisémites.
En avril 2020, TikTok retire l'accès des utilisateurs de moins de 16 ans à la messagerie privée de l'application, à la suite de controverses sur le cyberharcèlement des mineurs et la pédophilie. Cette mesure est toutefois critiquée comme étant facile à contourner.
En juin 2020, des utilisatrices francophones du réseau lancent le hashtag #balancetontiktokeur, dénonçant le harcèlement sexuel dont elles avaient été victimes. Face à l'inaction de la plateforme, la secrétaire d'État française chargée de l'égalité femmes-hommes Marlène Schiappa contacte ses dirigeants pour la France pour leur demander de prendre des mesures contre les harceleurs. Elle affirme qu'ils n'ont rien fait face à des milliers de témoignages, et qu'elle leur a demandé de bannir les personnes mises en cause de manière préventive, comme l'a fait la plateforme de streaming Twitch, ainsi que de mettre les victimes en contact avec la justice ou des associations. Dans les médias, les responsables de TikTok répondent en affirmant qu'ils suspendent les utilisateurs qui enfreignent les règles, contrairement aux autres plateformes.
Le 24 novembre 2020, l'utilisateur Barbe Multicolore, connu pour ses vidéos de maquillage masculin, se fait bannir pour sept jours de la plate-forme sous le motif « nudité et activité sexuelle d'adulte », alors que son contenu ne présentait aucune nudité. Il affirme ne pas comprendre la raison d'une telle mesure, d'autant qu'aucun des commentaires violents qu'il recevait n'a fait l'objet d'une modération. Le réseau social n'a donné aucune explication quant au bannissement ainsi qu'à l'absence de modération.
En décembre 2021, une ancienne modératrice ayant travaillé pour une société tierce chargée par TikTok de gérer la modération a porté plainte contre cette dernière, dénonçant des conditions de travail exécrables, obligeant les employés à visionner des contenus extrêmement violents 12 heures par jour. Elle ajoute également avoir développé de nombreux troubles tels que des crises de panique, une dépression, de l'anxiété et du stress post-traumatique. Elle dénonce également l'absence de prise en charge psychologique des équipes de modération. La société mère a réagi en affirmant que « [son] équipe de sécurité s'associe à des entreprises tierces pour le travail essentiel de protection de la plateforme et de la communauté TikTok, et [elles continuent] à développer une gamme de services de bien-être afin que les modérateurs se sentent soutenus mentalement et émotionnellement »,,.
En 2022, une tiktokeuse nommée JellyBean a été la cible d'une campagne de cyberharcèlement menée sur TikTok,.
En 2023, TikTok introduit des contrôles parentaux améliorés permettant de filtrer les contenus inappropriés.
Selon la société finlandaise de méthodologies CheckFirst et selon le service de vérification des faits Faktabaari, lors des élections européennes de 2024, l'algorithme de TikTok a favorisé un langage sexiste et systématiquement critique envers les femmes politiques, certains hommes politiques, les juifs et la communauté LGBT, ce qui aurait pu créer des biais dans la façon dont le public exposé à TikTok a ensuite voté, et qui propage et exacerbe les discours de haine.

### Problèmes liés à la version TikTok Lite
La version TikTok Lite, très employée dans les pays du Sud, fait l'objet en juillet 2024 d'un rapport de la fondation Mozilla qui en dénonce les insuffisances en matière de sécurité basique, notamment de protection contre les contenus choquants, violents, dangereux ou contenant de la désinformation. Sont également pointées l'impossibilité de filtrer les commentaires, de bloquer les vidéos inappropriées à un jeune public ou de mesurer le temps d'écran.
En août 2024, TikTok annonce le retrait définitif dans l'Union européenne du programme qui récompense les utilisateurs pour le temps passé sur TikTok Lite à l'issue des tractations entre la plateforme et la Commission européenne,.

### Interférences électorales

#### Roumanie
Le 24 novembre 2024, au terme du premier tour de l'élection présidentielle en Roumanie, Calin Georgescu, candidat peu connu, arrive en tête, favori pour le second tour. Les autorités roumaines soupçonnent une campagne de soutien illicite organisée en sa faveur, notamment sur TikTok,. À la suite de la publication de renseignements déclassifiés, la Cour constitutionnelle annule le scrutin le 6 décembre. Le 17 décembre 2024, saisie par l’autorité roumaine de régulation (ANCOM), en application du règlement sur les services numériques (DSA), la Commission européenne annonce l’ouverture d’une enquête sur les dysfonctionnements de la filiale ByteDance soupçonnée d’avoir manqué à ses obligations de régulation.

#### Allemagne
Mi 2024, le média Wired cite une étude (audit de TikTok) menée par AI Forensics et Interface, qui a conclu que TikTok a poussé les jeunes allemands à voter pour l'extrême droite, en leur diffusant de manière privilégiée des contenus liés à l'extrême droite allemande (l'AfD), avant les élections.